# Ужгород
У́жгород (МФА: [ˈuʒɦɔrɔd] ( прослухати)) — місто на заході України, обласний центр Закарпатської області, адміністративний центр Ужгородської міської громади, Ужгородського району та Ужгородської агломерації. Розташований на берегах річки Уж, біля підніжжя Українських Карпат, за 811 км від Києва, неподалік державного кордону зі Словаччиною.
Є найменшим обласним центром України, проте має багату й давню історію. Засноване у IX столітті. Місто тимчасово перебувало під владою Угорщини, а згодом — Австро-Угорщини. Було тривалий час фортецею роду Другетів. Ужгород розвивався як промисловий та культурний центр Закарпаття. У 1919 році був столицею Підкарпатської Русі у складі Чехословаччини, за результатами першого Віденського арбітражу 1938 року став частиною Хортистської Угорщини, у 1945 році увійшов до складу УРСР, з 1991 року — у складі Незалежної України.
Серед найвідоміших місць Ужгорода є його замок, туристів також приваблюють костел, синагога та резиденція єпископа. У 1646 році під егідою Ватикану проголошено Ужгородську унію та утворено греко-католицьку церкву на Закарпатті.

## Етимологія

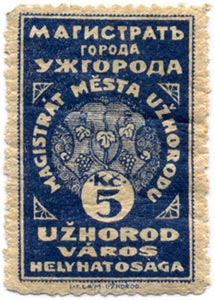
Тримовна марка Магістрат Ужгорода

Літопис Аль-Ідрісі у 1154 році є найдавнішим письмовим джерелом, у якому згадується Ужгород. Як свідчать історичні документи, місто з часу свого першого згадування фактично до кінця Першої світової війни мало лише одну назву: Унґвар (видозміни: Гункбар, Гунґвар, Онґвар). Саме слово складається з двох частин: «Унґ» і «вар». Що стосується другої з них, тут вчені одностайні, позаяк слово «вар» в угорській мові означає «укріплення, фортеця, замок» (в угорську мову воно потрапило з іранської). Також великі дискусії викликає етимологія слова «Унґ».
Археологічні дані та документи свідчать про існування тут у VIII—IX ст. слов'янського поселення навколо Замчища — центру князівства племені білих хорватів. Початкова назва міста до нас не дійшла. На рубежі IX—X ст. Ужгород зазнав нападу кочових угорських племен, а наприкінці XI ст. остаточно підпав під владу угорських феодалів. Це призвело до мадяризації як населення міста, так і його назви. Воно стало називатися Унгвар — від угорської річки Унг (Уж) і вар «город, фортеця». Поряд з цією назвою були слов'янські і напівслов'янські назви — Суггород, Унгоград, Ужгород.
У 1860 році один із перших істориків міста Карой Мейсарош (1821—1890) стверджував, що «Унґ» нібито означає «швидкий». Тим часом для визначення вказаного поняття в слов'янських мовах вживаються зовсім інші слова. Один із дослідників Еде Маукс, спираючись на те, що серед кочівних тюркських народів вожді племен називалися «онґ», і оскільки, відповідно до історичних праць угорського автора Аноніма (поч XIII ст.) Арпад — один із вождів древніх угрів наприкінці IX — початку X століть — захопив Ужгород, то і фортеця (місто) отримала назву «Онґвар» («Унґвар»). Однак, як з'ясувалося, Арпад мав титул «юлі» або «Дюли» (з чого пізніше виникло власне ім'я Дюла), а не «онґ». Не підтверджується й припущення Пала Ясої, що ця назва походить від імені посла східно-римського імператора Феодосія Онегеса, спрямованого до короля гунів Аттіли (V століття).
Іван Раковський вважав, що назва Унґвар більш слов'янська, ніж Ужгород, і походить від таких слів, як Уґ (Унґ), що означає Південь (річка Унґ (Уг словацькою) мовою — Уж, тече на південь) і слова «твар» (творити, твердиня, фортеця), з якого випала буква «т» і воно отримало форму вар.
У першій половині XIX століття видатний славіст Павел Йозеф Шафарик (1795—1861) штучно з назви Унґвар утворив назву Угвар. З цієї назви пізніше була зроблена калька «Оуґгород». Паралельно з цим викладач Ужгородської духовної семінарії Андрій Балудянський (1807—1853) створив форму «Унґоград», переклавши угорське слово «вар» (замок, укріплення) на слов'янське «град», однак жодна назва не прижилася.
У середині XIX століття нарешті з'являється і назва Ужгород, яке виникло під впливом підйому національних рухів руського населення краю, особливо за часів Угорської революції 1848—1849 років. Кому належить авторство у створенні цієї назви, достеменно невідомо, проте існують уявлення, яким чином воно утворено. Замість елементу «Унґ» вжито слово «Уж», а угорське «вар» («замок, фортеця») перекладено слов'янським словом «город». Нова назва міста — «Ужгород» — на той час не прижилася. Нею спорадично користувалися до кінця 1860-х років лише деякі з представників місцевої інтелігенції (наприклад, Олександр Духнович). Населення ж краю, як писав у 1869 році І. Раковський «з недорозумінням звертається до священиків з питанням: що це за місто Ужгород, де воно?». Ця назва на той час не прижилася. Про неї згадали лише після Першої світової війни, коли Закарпаття відійшло до Чехословаччини і нова влада вирішила слов'янізувати назви міст та сіл краю. Відтоді, за винятком короткого періоду (1938—1944), коли Закарпаття входило до складу Угорщини, офіційно вживається назва Ужгород.

## Символіка

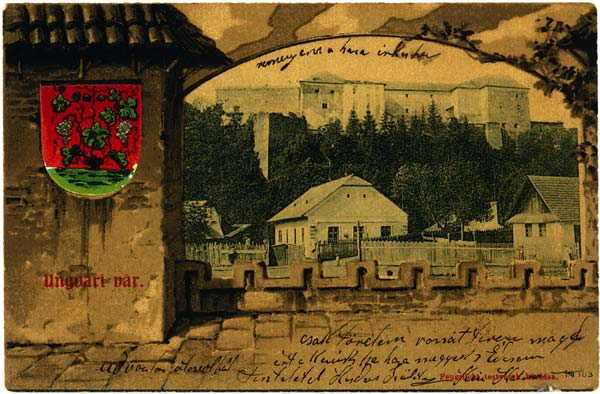
Поштівка 1893 року з історичним гербом червоного кольору

Герб Ужгорода — офіційно затверджений рішенням Ужгородської міської ради від 14 червня 1990 року. Являє собою німецький щит на синьому полі якого зображено, як із землі ростуть три золоті виноградні лози, що перетинають одна одну, з трьома листочками і двома гронами винограду на них.
Виноградна лоза в символіці міста відома з 1635 року, коли місто використовувало печатку з малюнком виноградного куща з трьома лозами та двома гронами. Герб на печатці обрамлював напис: «Sigillum civitatis Ungvariensis». Кольорове зображення герба Ужгорода відоме з 1701 року.
Водночас австрійські геральдисти XIX століття (К. Лінд, Г. Ґ. Штрель) подають герб Ужгорода в іншій кольоровій гамі: на червоному тлі з зеленої землі ростуть три зелені виноградні лози з двома золотими ґронами. Цікаво, що 1939 р. (користуючись, очевидно, працею Г. Ґ. Штреля як першоджерелом) саме в таких барвах герб Ужгорода (як один з елементів) відтворив у своєму проєкті «великого державного герба УНР» український геральдист у Празі М. Битинський.

12 грудня 1905 року Міністерство внутрішніх справ Угорщини у своєму листі переслало в Ужгород офіційний опис герба:
Щит в стилі бароко, синього кольору, на якому із зеленої землі росте виноградний кущ із трьома виноградними лозами, з яких крайні посередині щита перетинають одна одну і з них звисає по одному грону, а з кожної з трьох лоз звисає по одному зеленому листку.
На будівлі міської лікарні в 1913 році був зображений герб, де лози й листя винограду були вилиті із золота. Саме така кольорова гама вважається «справжньою», тобто такою, яка відповідає первинному вигляду герба.

## Географія та клімат

### Рельєф та гідрографія

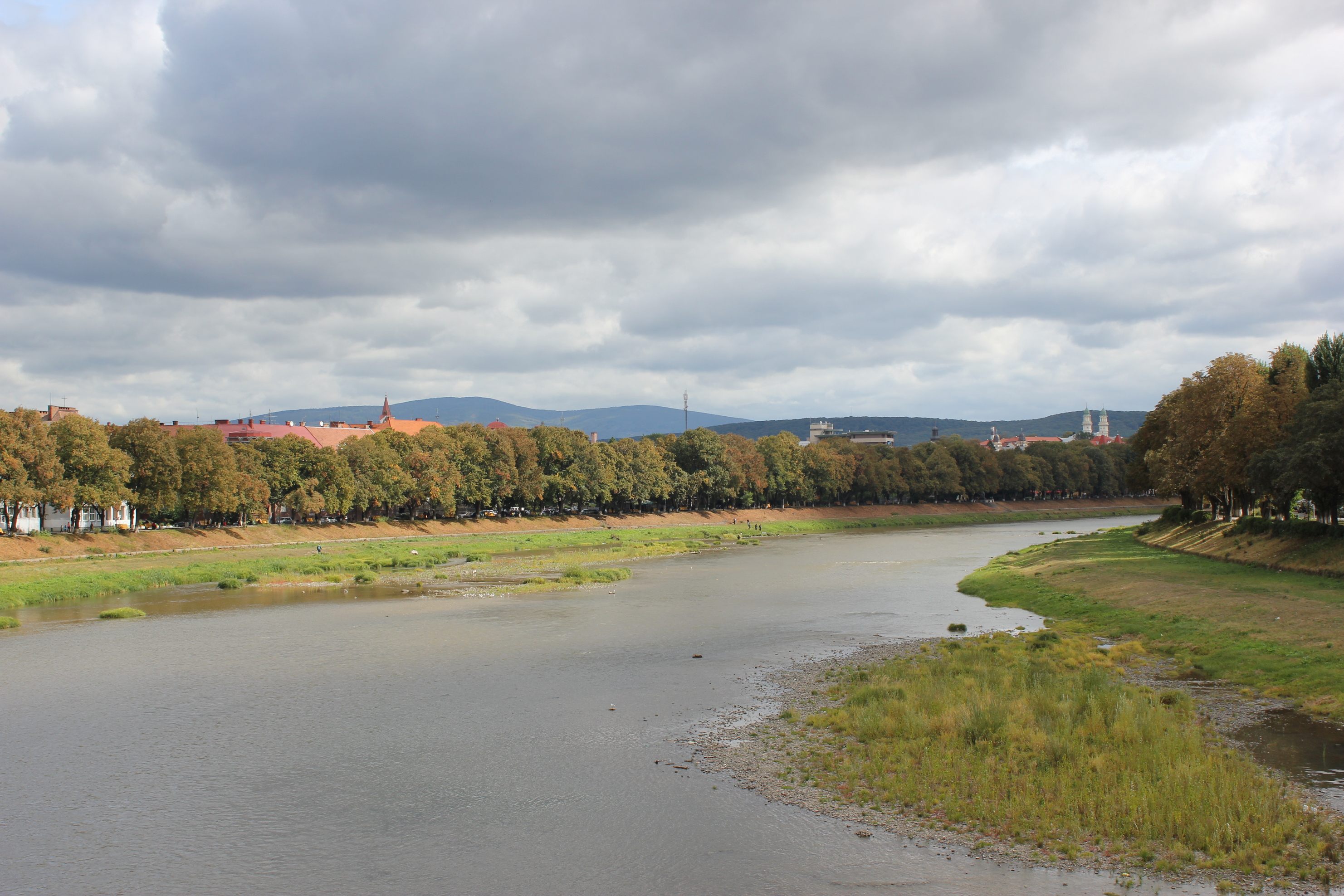
Краєвид на річку Уж вгору за течією з південного транспортного мосту

Місто розташоване майже на однаковій відстані від трьох найближчих морів: Балтійського, Адріатичного та Чорного (650—690 км), що робить його найбільш внутрішнім містом у цій частині Європи[джерело?]. Місто розташоване на висоті приблизно 120 м у передгір'ях Карпат на річці Уж (105 км у межах України). Територія міста становить 41,56 км². Протяжність міста з півночі на південь — 12 км, зі сходу на захід — 5 км. Найвища точка Ужгорода — гора Велика Дайбовецька — 224 м. Площа зелених масивів і насаджень становить 1574 га, крім цього, Ужгород оточений лісами. Значну частину площі міста становить правобережна частина (Старе Місто), яка дещо більша за лівобережну. Береги річки Уж пов'язують 7 мостів: 4 пішохідно-транспортних 2 пішохідні та 1 залізничний.

### Клімат
Клімат помірно-континентальний, з жарким літом і м'якою зимою. Значно впливає на клімат міста захищеність Карпатами від холодних вітрів з півночі. За кліматичною класифікацією Кеппена — Гейгера клімат Ужгорода є морським (Cfb).

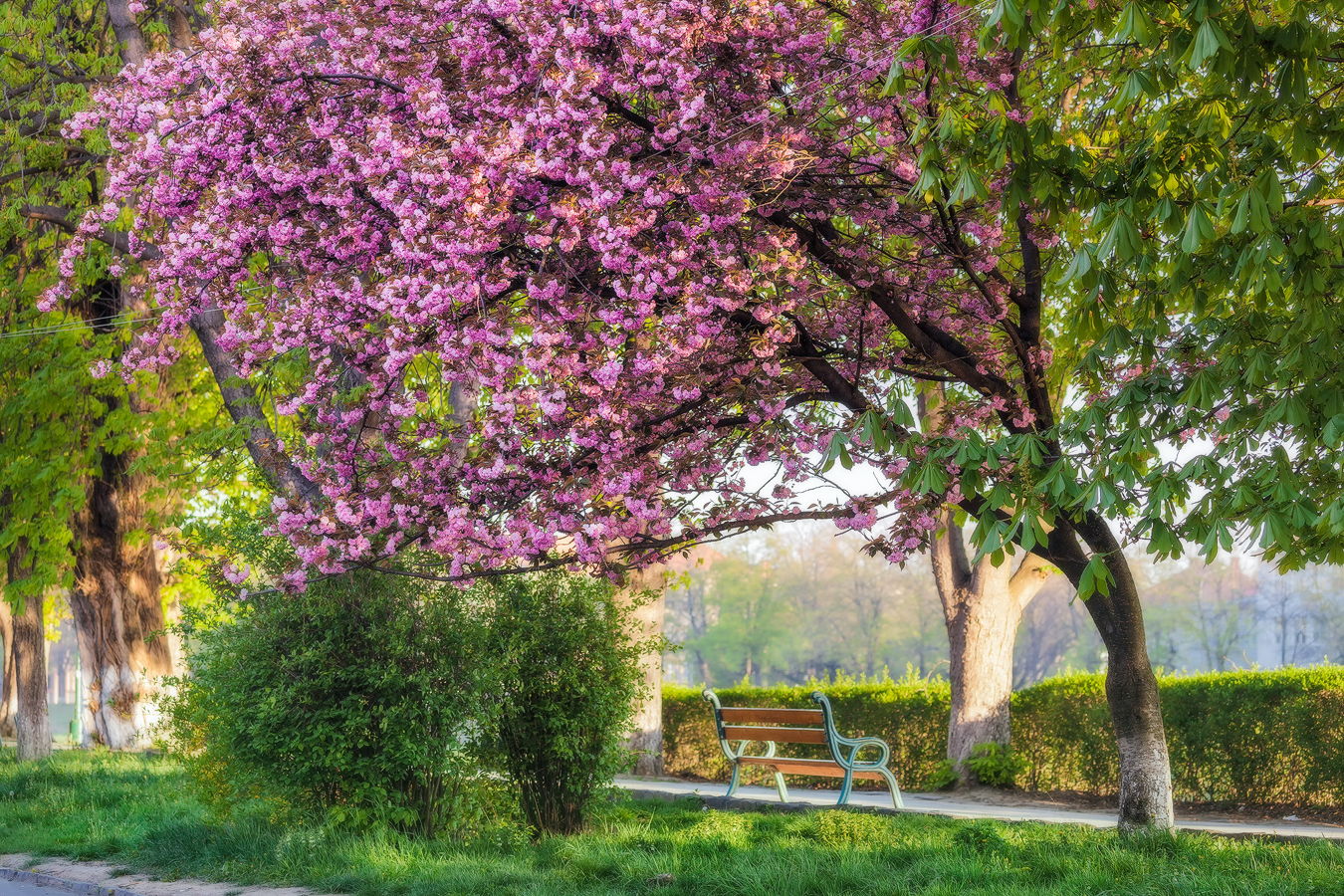
Цвітіння сакури у місті

Найнижча середньомісячна температура повітря в січні (мінус 11,1 °C) зафіксована у 1964 році, найвища (4,1 °C) — у 1936 році. Найнижча середньомісячна температура в липні (17,6 °C) спостерігалась у 1902 і 1979 рр., найвища (23,6 °C) — у 1994 році. Абсолютний мінімум температури повітря (мінус 32,0 °C) зафіксовано 9—10 лютого 1929 року, абсолютний максимум (38,6 °C) — 15 липня 1952 року.
За останні 100—120 років середньорічна температура повітря в Ужгороді підвищилася приблизно на 1,0 °C. Найбільше підвищення температури в першій половині року.
У середньому за рік в Ужгороді випадає 730 мм атмосферних опадів, найменше їх у березні та квітні, найбільше — у травні та липні.
Мінімальна річна кількість опадів (443 мм) спостерігалась у 1961 році, максимальна (1134 мм) — у 1980 році. Максимальну добову кількість опадів (75 мм) зафіксовано у червні 1892 року.
У середньому за рік у місті спостерігається 156 днів з опадами; найменше їх (9) у жовтні, найбільше (18) — у грудні. Щороку в Ужгороді утворюється сніговий покрив, проте його висота незначна.
Відносна вологість повітря в середньому становить 72 %, найменша вона у квітні (62 %), найбільша — у грудні (83 %).
| Клімат Ужгорода           | Клімат Ужгорода | Клімат Ужгорода | Клімат Ужгорода | Клімат Ужгорода | Клімат Ужгорода | Клімат Ужгорода | Клімат Ужгорода | Клімат Ужгорода | Клімат Ужгорода | Клімат Ужгорода | Клімат Ужгорода | Клімат Ужгорода | Клімат Ужгорода |
| Показник                  | Січ.            | Лют.            | Бер.            | Квіт.           | Трав.           | Черв.           | Лип.            | Серп.           | Вер.            | Жовт.           | Лист.           | Груд.           | Рік             |
| Абсолютний максимум, °C   | 13,4            | 19,2            | 25,4            | 29,5            | 33,4            | 35              | 38,6            | 38,4            | 35,9            | 26,1            | 23,3            | 15,6            | 38,6            |
| Середній максимум, °C     | 1,7             | 4,3             | 10,4            | 17,4            | 22,1            | 25,5            | 27,6            | 27,7            | 21,9            | 15,6            | 9,2             | 3               | 15,5            |
| Середня температура, °C   | −1,2            | 0,6             | 5,4             | 11,5            | 16,1            | 19,6            | 21,3            | 21,1            | 15,9            | 10,5            | 5,4             | 0,3             | 10,5            |
| Середній мінімум, °C      | −4,2            | −3              | 0,8             | 5,6             | 10,1            | 13,7            | 15,3            | 14,9            | 10,4            | 5,9             | 1,9             | −2,3            | 5,8             |
| Абсолютний мінімум, °C    | −28,2           | −26,3           | −17,5           | −6,9            | −4,4            | 1,5             | 5,3             | 4,4             | −2,2            | −9,3            | −21,8           | −24,7           | −28,2           |
| Норма опадів, мм          | 53.9            | 53.3            | 41              | 45              | 69.1            | 67.9            | 82.2            | 66.5            | 67.7            | 61.8            | 57.5            | 64.2            | 730.1           |
| ------------------------- | --------------- | --------------- | --------------- | --------------- | --------------- | --------------- | --------------- | --------------- | --------------- | --------------- | --------------- | --------------- | --------------- |
| Джерело: Погода та клімат |                 |                 |                 |                 |                 |                 |                 |                 |                 |                 |                 |                 |                 |

### Природно-заповідний фонд
В Ужгороді чимало парків та скверів, серед яких: ботанічний сад (загальнодержавного значення), 10 парків-пам'яток садово-паркового мистецтва, а також дві ботанічні пам'ятки природи й дві гідрологічні пам'ятки природи.
- Ужгородський ботанічний сад
- Боздоський парк, Липова алея, Палісадник обласної лікарні, Палісадник університетської бібліотеки, Палісадник хімкорпусу держуніверситету, Партерний сквер, Підзамковий парк, Рокарій ЗАТ «Закарпатліс», Сквер міськлікарні, Сквер Т. Масарика
- Кипарис болотний (памятка природи)
- Завдяки м'якій зимі, в Ужгородському ботанічному саду росте дерево секвоядендрону гігантського, вік якого близько 100 років.
- В Ужгороді ростуть іменні вікові дерева: Ясен Масарика та платан Другета
- Мінеральні джерела: Джерело № 1, Свердловина № 221

## Історія

### Стародавні часи
На території Ужгорода виявлено залишки поселень, найдавніші з яких налічують понад сто тисяч років. Упродовж давніх віків через територію сучасного міста пройшло чимало племен і народів: гуни, авари, бургунди, даки, кельти, сармати. Одними з перших відомих засновників ужгородського поселення були білі хорвати, які у другій половині 1-го тисячоліття заселили територію сучасного Ужгорода. Поселення називалося Онґвар (або Унґвар, чи Гунґвар, чи Унґювар).
Протягом століть історично склалися три центри міста: Горяни, Замкова гора та Радванка.
Горяни були відомі своїм храмом — Горянською ротондою, однією з найдавніших архітектурних пам’яток Закарпаття. Замкова гора стала місцем розташування Ужгородського замку, важливого адміністративного й оборонного центру. Радванка ж була ремісничим і торговельним осередком.
Горяни — село, нині в складі міста Ужгород. 

### У складі Угорського королівства (903—1526)

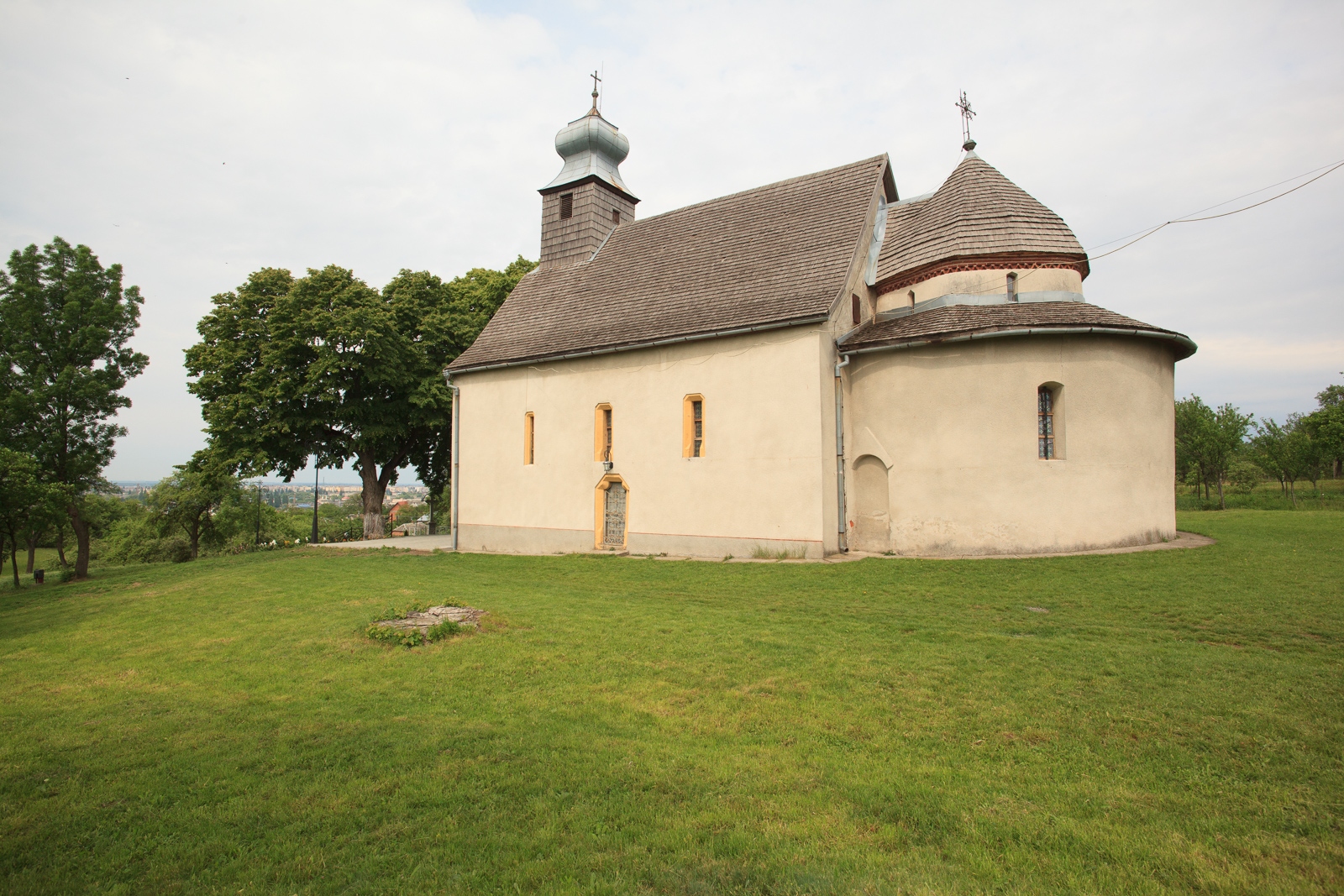
Горянська ротонда

У IX столітті більш укріплене городище-замок на Замковій горі перетворилося у ранньофеодальне місто-поселення, яке стало центром новоутвореного слов'янського князівства очолюваного князем Лаборцем. На заході князівство Лаборця межувало з Великоморавським князівством, а на півдні — з Першим Болгарським царством. Можливо, що Ужгородське городище в якийсь час входило до їх складу. У 894 році угорські племена під керівництвом сакрального вождя Алмоша та військового вождя Арпада протягом чотирьох днів штурмували фортецю міста, у якій оборонявся князь Лаборець зі своїми воїнами. Але сили були нерівними, і князь та його військо були перебиті. Саме городище було спалено, та через деякий час знову відбудовано вже новими господарями. Після приходу угорців навколо замку починає розбудовуватися і розширюватися містечко. У 1086 році Ужгород був атакований половцями хана Кутеска, та взяти його вони не змогли.
У 1241—1242 роках татаро-монгольські племена під керівництвом хана Батия спалили місто. Нове місто (Унгуйвар) — Новий Ужгород за наказом угорського короля Бели IV, 1248 року будують на новому місці, у сучасному мікрорайоні Горяни. Тут також збудували нову фортецю і поруч із нею церкву (Горянська ротонда).
1290 року новим господарем міста стає канцлер Угорського королівства — Омодей Аба. Під час феодальних міжусобних війн на початку XIV століття, значних руйнувань зазнав і Ужгород. У 1312 році новим господарем міста-фортеці став Петро Пете, який вже 1315 року піднімає повстання проти короля, яке за два роки було придушене.
У 1318 році місто отримало нових господарів — італійських графів Другетів, які володіли ним протягом 360 років. Філіпп Другет будує нову кам'яну фортецю на місці сучасного замку.

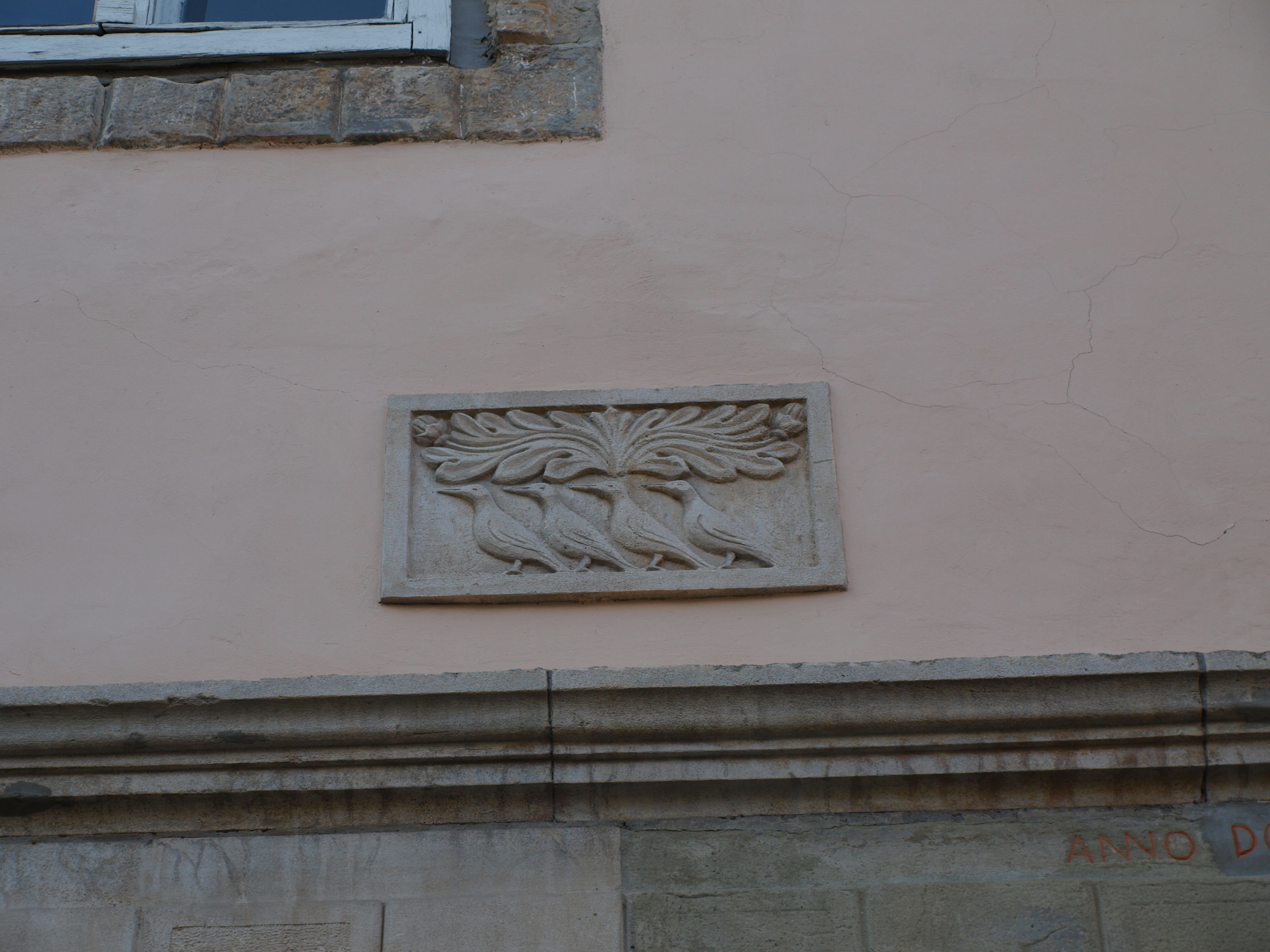
Чотири шпаки — герб Другетів

##### Ужгородський замок
Історія власне середньовічного замку налічує понад тисячу років. Упродовж століть замок неодноразово перебудовувався згідно з вимогами фортифікації середньовіччя. До наших днів від найдревніших споруд його збереглась лише частина фундаменту, сліди якого можна бачити в підземеллях, а також фрагменти карнизів із романським орнаментом. Основна споруда належить до XIV століття. Наприкінці X — на початку XI століття, коли рівнинна частина Закарпаття підпала під владу Угорського королівства, в Ужгороді будується кам'яний замок як адміністративний центр комітату Унг. Це вже була могутня оборонна споруда, про силу якої свідчить той факт, що 1086 року під час набігу половецької орди під верховодством хана Кутеска, яка прорвалась через Карпатські перевали до Дунайської низовини, Ужгородський замок кочівники взяти не змогли.
У період, коли замок перебував у володінні роду Другетів (1322—1691), у фортифікаційному мистецтві відбувалися великі зміни, викликані головним чином появою нових видів зброї, насамперед вогнепальної зброї. Це все вимагало докорінної реконструкції замку, яка була здійснена наприкінці XVI століття з використанням найновітніших досягнень фортифікаційного мистецтва Європи. В Ужгородському замку за проєктом італійських інженерів було проведено певну реконструкцію з метою посилення його обороноздатності — було вимурувано міцніші стіни на певній відстані від палацу, на кожному розі споруджено ромбоподібний бастіон, висунутий за лінію квадрата стін, які ми бачимо ще й сьогодні, що значно посилювало ефективність оборони замку з допомогою артилерії, встановленої на майданчиках бастіонів. Над входом у замковий палац у вигляді барельєфа витиснено на кам'яній плиті чотири дрозди — герб Другетів.

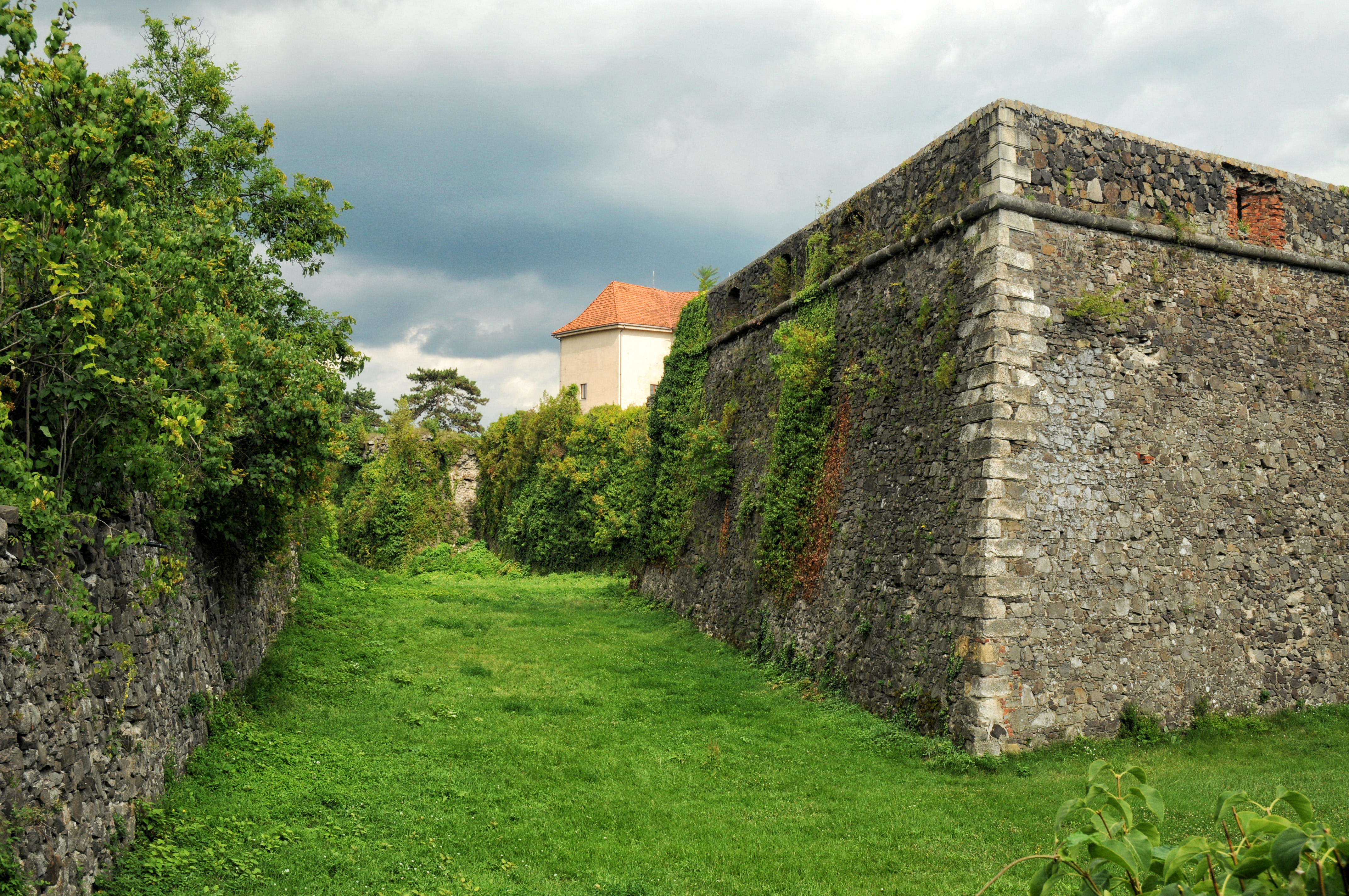
Бастіон замку

Замок має форму неправильного чотирикутника з бастіоном на кожному розі. Бастіони виступають трохи вперед, що дало можливість успішно вести фланговий бій. На бастіонах, висота яких досягає 10—15 м, розміщувалися гармати, які тримали під обстрілом підступи до замку. Для посилення міцності бастіонів роги їх викладено квадратами з білого каменю. Замок здається майже неприступним. Неприступність його особливо підкреслено з північної сторони масивною гладдю високих стін, позбавлених навіть бійниць. Стіни побудовано переважно з каменю. Північну частину замку захищав кільоподібний бастіон. З трьох сторін замок оточує глибокий рів (8—10 м), через який було перекинуто підіймальний міст. До наших днів збереглися створи для ланцюгів, за допомогою яких міст піднімався.

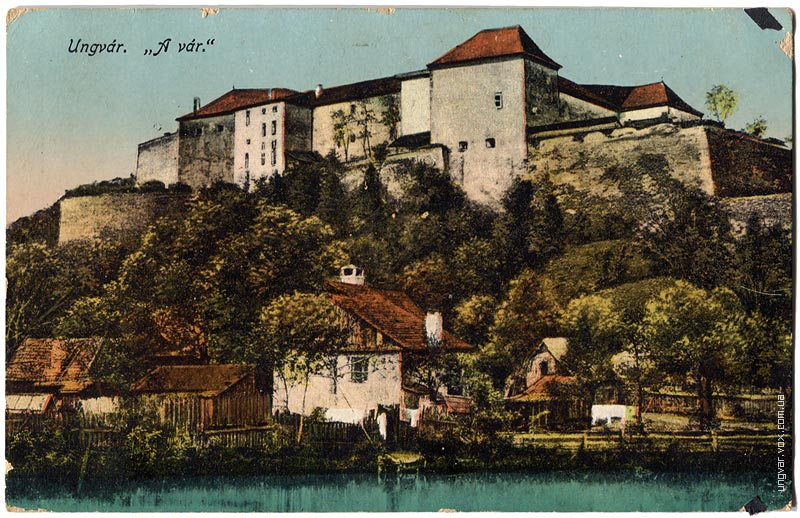
Замкова гора на поштівці (1918)

Навпроти головних в'їзних воріт, на північно-східній частині Замкової гори, на краю крутого схилу, стоїть замковий палац — сувора двоповерхова будова прямокутної форми з XVI століття, на кожному розі якої квадратна вежа. На верхньому поверсі веж, товщина стін яких сягає 2,5—3 м, видно темні отвори бійниць. У фортифікаційній системі замку палац, він же цитадель, займав панівне становище. У разі проникнення ворога на подвір'я замку, захисники його могли успішно продовжувати оборону з палацу, у якого була добре продумана система оборони — з трьох боків палац був оточений глибоким ровом, через який у східній частині було перекинуто підіймальний міст, який у разі підйому зачиняв отвір воріт. При спорудженні замкового палацу будівельники врахували рельєф місцевості, якому в фортифікаційній системі палацу відводилась важлива роль — сам палац є ніби продовженням схилу Замкової гори, на якому він стоїть.
Північну частину палацу споруджено прямо над прірвою, схил настільки стрімкий, що ворог жодного разу не насмілювався штурмувати замок з північного боку. У замковому палаці є просторі підземні каземати, які в мирний час служили коморами, а під час облоги замку — сховом. У підземеллі була також в'язниця та камера катувань. Фасади декоровано білокам'яним ренесансним обрамленням, що частково збереглось до наших днів. Палац має внутрішній затишний дворик, де розміщувався колодязь, видовбаний у скелі, воду якого захисники замку вживали під час тривалих облог. У товстих стінах палацу є таємні ходи, якими можна було потрапити з одного поверху на інший непоміченим. Легенда розповідає і про таємний хід, який з'єднував замок із зовнішнім світом.
1775 року замок було передано імператрицею Марією-Терезією Мукачівській єпархії. У цей період триває незначна перебудова замку, внаслідок якої знищують лицарський зал. Нині у замку розміщується краєзнавчий музей.
Разом із замком розбудовувалось і місто. У 1384 році завершилося будівництво нового замку, а також відкрито першу в місті школу. Уже 1430 року Ужгород отримує привілеї від короля й офіційно пишеться як «Привілейоване місто Ужгород».
У 1514 році під час великого повстання під проводом Дєрдя Дожі місто було повністю зруйновано.
Після поразки угорців у битві з турками у 1526 році біля Могача Угорське королівство було розділено на три частини одна з яких Трансильванське князівство, друга — центральна Угорщина під владою турків, третя західна та північна Угорщина під владою австрійських Габсбургів. Місто Ужгород на тривалий час стає ареною міжусобних боїв. Так, 1538 року Ужгород відійшов до Трансильванії, а вже 1540 року його захопили австрійські війська. У 1564 році місто знову було атаковано трансильванськими військами.
Нові господарі графи Другети зміцнили роль міста, як економічного та торговельного центру. У цей час відбуваються перебудова замку та будівництво нових церков. Збереглася з того часу і печатка з написом «Печатка міста Ужгорода. 1675 рік», на якій зображено герб міста: щит із двома виноградними лозами, а на них три листки і два ґрона винограду, що вказувало на основне заняття його мешканців. Цей герб існував майже без змін до 1918 року. (мінялася лише барва щитового тла — у XVII—XVIII століттях щит герба був блакитним, у XIX столітті — червоним; на початку XX століття було відновлено давніший варіант із блакитним щитом).
У 1631 році у місті було 10 вулиць, 206 кріпосницьких дворів, 32 дворянські маєтки; а загальна кількість жителів — 1200 осіб. Протягом XVI—XVII століть в Ужгороді існувало багато ремісничих цехів: шевський, гончарний, столярний, бондарний. У цей період місто було втягнуто в релігійну боротьбу між реформатською Трансильванією і католицькою Австрією. У 1610 році в місті домінувала католицька церква. У 1619 році Ужгород знову захоплюють протестантські війська Трансильванії. Після десятилітнього правління реформатської влади в місто повернулися католики на чолі з графом Другетом. Саме у 1646 році в Ужгородському замку було зібрано 63 православних священиків і під егідою Ватикану проголошено Ужгородську унію та утворено греко-католицьку церкву на Закарпатті.
У листопаді — грудні 1648 року, під час Національно-визвольної війни, козаки Богдана Хмельницького здійснили рейд через Карпати за межі Речі Посполитої — в українське Закарпаття, що було під контролем Трансильванії, де були на деякий час взяті околиці Ужгорода.

#### Визвольна війна під проводом Ференца II Ракоці

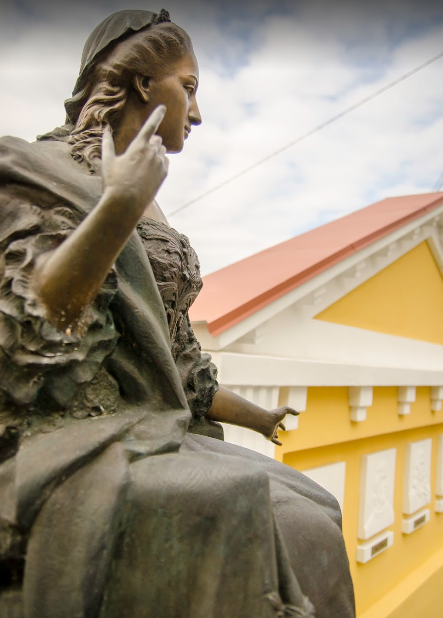
Сквер Марії Терезії

У 1707 році Ужгород був резиденцією керівника національно-визвольної війни угорського народу Ференца II Ракоці. Взагалі, Ужгород XVIII століття славився своїми ярмарками. Сюди приїжджали купці зі Словаччини, Німеччини, Угорщини, Молдови, Польщі, Греції, Росії. У цей час було збудовано цілу низку винних підвалів і складів у районі Замкової та Дайбовецької гір. Наприкінці XVIII століття починає розбудовуватися і лівобережна частина міста, де селилися бідняки.

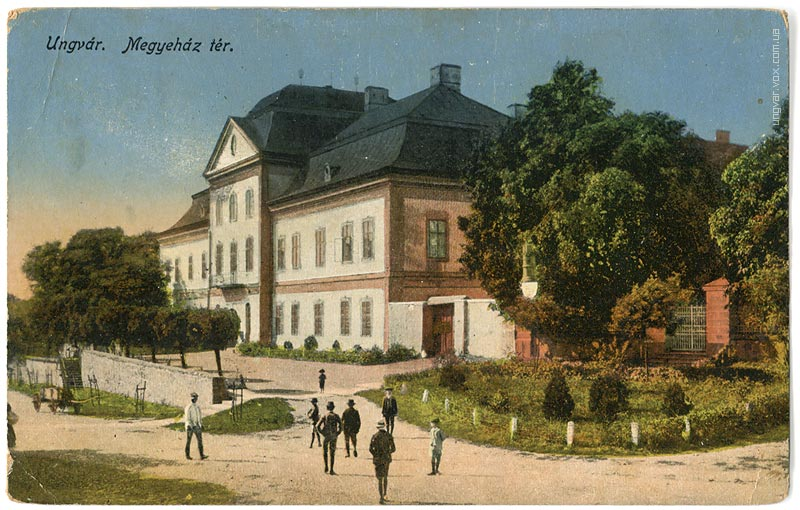
Будинок правління Ужанського комітату

На початку XIX століття в Ужгороді відбувся характерний економічний розмах. На Закарпатті почав розвиватися капіталізм, хоча і в рамках феодалізму, з'явилися перші фабрики, внаслідок чого площа міста значно збільшилась. У 1837 році в Ужгороді налічувалося 36 вулиць.

### У складі Австро-Угорщини

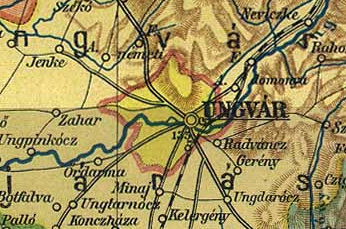
Австро-Угорська мапа (1915)

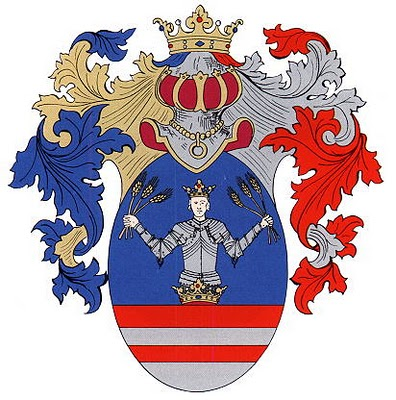
Герб Ужанського комітату в складі Австро-Угорщини

Найбільший вплив на Ужгород із політичних подій XIX століття справила Угорська революція (1848—1849) років. 27 березня 1848 року в місті офіційно було відзначено повалення монархії в Угорщині. Для придушення революції Габсбурзький абсолютизм покликав на допомогу армію царської Росії. Не в силах протистояти їм, визвольна війна зазнала поразки. Монархія була знову відновлена. 1849 року Ужгород став центром Руського округу, нового територіального утворення в Австрійській імперії, але вже 1850 року воно було ліквідовано. У 1863 році в Ужгороді була відкрита перша друкарня з українським шрифтом, У 1869 році діяв перший на Закарпатті лісопильний завод, 28 серпня 1872 року почала працювати ділянка Ужгород — Чоп Угорської Північно-Східної залізниці. 1886 року побудована меблева фабрика «Мундус», 1897 року з'явився перший телеграфний зв'язок Ужгород — Будапешт, у 1902 році було введено в експлуатацію першу Ужгородську електростанцію.
На той час у місті діяли вісім єврейських синагог, ієшиви, талмуд-тора, три жіночих товариства, єврейська лікарня, будинок престарілих і благодійна їдальня. У 1904 році була зведена велика синагога.

### Західноукраїнська Народна Республіка
9 жовтня 1918 року, після віча в Ужгороді, створено Руську Народну Раду (РНРада), яка мала боротися за автономію для русинів Угорської Русі. Подібну РНРаду створено 8 листопада на вічі у Старій Любовні (Пряшівщина). Вона вже вимагала виходу зі складу Угорщини та об'єднання з Україною. На противагу українському державницькому рухові, на Закарпатті діяли мадяронський (прихильники Угорщини) та москвофільський рухи.
18 жовтня 1918 року Українська Національна Рада Західноукраїнської Народної Республіки проголосила про утворення Української держави на українській етнічній території Австро-Угорщини, до якої мала б увійти також «українська полоса північно-східної Угорщини» — Закарпаття та Пряшівщина. 13 листопада Українська Національна Рада проголосила у Львові утворення Західно-Української Народної Республіки (ЗУНР). Було затверджено «Тимчасовий основний закон про державну самостійність українських земель бувшої австро-угорської монархії», у якому зокрема йшлося про приналежність до ЗУНР українських частин угорських комітатів Спиш, Шарош, Земплин, Унґ, Берег, Угоча та Мараморош.
2 січня 1919 року делегати від Закарпаття Степан Клочурак, Євген Пуза та Іван Климпуш у Станіславові зустрілися з Євгеном Петрушевичем. Делегати передали рішення зборів про возз'єднання з Україною і попросили керівництво ЗУНР про військову допомогу. У ніч на 8 січня 1919 року до Ясіні прибув бойовий загін під командою четаря С. Зибачинського, який разом із гуцулами захопив у полон 250 угорських вояків. Вояків роззброїли та відпустили додому, а офіцерів протримали у полоні ще тиждень.
Політична ситуація в Закарпатті ускладнювалася втручанням інших держав у його внутрішні справи. За згодою Антанти, 12 січня 1919 року чехословацькі військові частини зайняли Ужгород, далі територію краю на захід від річки Уж. Східні регіони Закарпаття почали окуповувати румунські війська. За Сен-Жерменським мирним договором 1919 року Закарпаття під назвою Підкарпатська Русь увійшло до складу Чехословаччини.

### У складі Чехословацької республіки

#### До угорської окупації

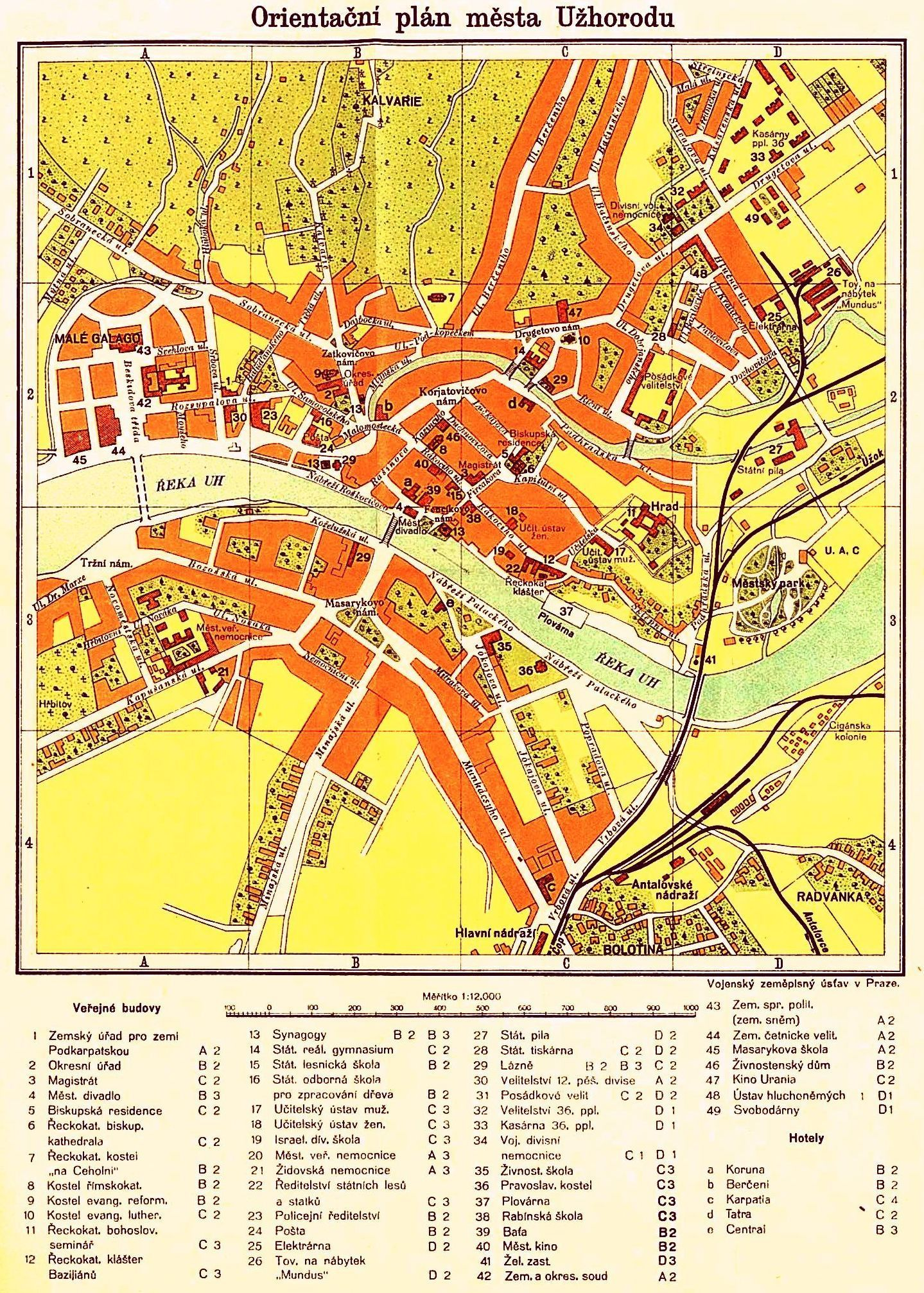
План-схема Ужгорода в чехословацький період (1933)

Перша світова війна сповільнила темп розвитку міста. 12 січня 1919 року полк чехословацьких легіонерів зайняв правобережну частину міста, лівобережна ж залишилася під владою Угорщини. А 10 вересня 1919 року Закарпаття офіційно увійшло до складу Чехословацької республіки, а Ужгород став адміністративним центром автономного округу. У 1930 році Чехословацька влада висушила болота на Ужі і у квітні 1930 року розпочала будівництво міського водогону фірмою Ing. Jaroslav Maticka (Прага, Карлін). Підприємство Матічки будувало безпосередньо мережу водогону, помпові станції та встановлювало пожежні гідранти. Будівництво водозабору, водонапірних резервуарів і вхідної будівлі водогону здійснювала фірма Ing. Vaclav J. Vojacek з Моравської Острави. Кошторис будівництва водогону становив 8 мільйонів чеських крон. Саме в часи Чехословацької республіки місто отримало сучасну архітектурну довершеність. На висушеній території зведений урядово-житловий квартал Малий Галагов. Квартал розташовано впритул до старого центру міста. Однак вже від 2 листопада 1938 року за Віденським арбітражем Ужгород передано Угорщині.

#### Угорська окупація
У 1941 році Угорська держава, до складу якої входило і Закарпаття, вступила у Другу світову війну. До кінця 1944 року бої підійшли до Ужгорода. Війна не принесла місту якихось істотних руйнувань, хоча призвела до значних змін у населенні міста. У боях за місто брали участь частини 4-го Українського фронту, які 27 жовтня 1944 року оволоділи Ужгородом.
У 1941 році єврейське населення нараховувало 9576 осіб. 19 березня 1944 року в місто увійшли німецькі війська. Вони заснували юденрат (Єврейська рада) і створили 2 гетто, на цегляному заводі Московіц і на лісопилці Глюк. У травні 1944 року всі євреї були депортовані в Освенцим на 5 різних видах транспорту, згодом вбиті. Вижило лише кілька сотень євреїв.

### Радянська окупація (1945—1991)
Дата офіційного передання зі складу ЧСР до складу СРСР — 26 червня 1945 року. Новий період приніс у життя краю значні зміни. Зокрема, радянська влада розцінювала край як надважливий військовий плацдарм у центрі Європи за Карпатськими горами, одразу з чотирма державними кордонами (Польща, Чехословаччина, Угорщина, Румунія).
Загалом на території області на 1990 рік було зосереджено до 200 тисяч військовослужбовців (дані від офіцера зв'язку КДБ СРСР), це, враховуючи, що цивільне населення Закарпаття тоді офіційно нараховувало близько 1 250 000 осіб, було 1/7 всіх людей краю. Враховуючи близькість обласного центру — Ужгороду від держкордону (в деяких місцях міські будинки розміщувалися всього в 200 метрах від чехословацького кордону), його з одного боку перетворили на закрите місто, а з другого вирішили перетворити на показову вітрину «радянського способу життя».
Для цього місто зазнало індустріалізації. Потреба в спеціалістах на новостворених і перероблених підприємствах створила ще одну проблему — проблему житла. Тому нові житлові райони робилися з розмахом і змінили обличчя міста. Це були класичні для СРСР 1960—1980-х років багатоповерхові панельні будинки, так звані «хрущовки» і «брежнєвкі». Саме вони сформували ту частину міста, яка займає близько 70 % його території й де проживає до 80 % його населення. Сьогодні ця частина міста відома під загальною назвою «Новий район». Також за радянських часів було відкрито Ужгородський державний університет, сучасний УжНУ.

### У Незалежній Україні
У 1991 році Ужгород стає частиною незалежної України.
У 2001 році в Ужгороді проведено перший регіональний фестиваль «Квітне сакура над Ужем». 27—19 червня 2003 року в Ужгороді відбулося вшанування пам'яті єпископа Мукачівської греко-католицької єпархії Блаженного Теодора Ромжі, мощі котрого знайшли вічний спочинок в Ужгородському кафедральному соборі.

У 2013—2014 роках, під час Революції гідності, в Ужгороді відбувалися мітинги на підтримку Євромайдану. Найбільший з них відбувся 8 грудня 2013 року, де було присутня 6000 мешканців міста.
Російсько українська війна
У 2022 році, з початком російського вторгнення в Україну до Ужгорода стала прибувати велика кількість вимушених переселенців із регіонів України, де велися активні бойові дії. Станом на квітень, таких людей у місті проживало близько 50 000. Унаслідок бойових дій до Ужгорода тимчасово переїхали різноманітні заклади, зокрема Донецький академічний обласний драматичний театр із Маріуполя, офіси Української асоціації футболу та громадської організації «Восток-SOS».

## Політика

### Парламентські вибори (2019)
На позачергових парламентських виборах 2019 року у місті функціонували 72 окремі виборча дільниця № 1, 210713–210783.
Результати
- зареєстровано 92017 виборців, явка 49,15%, найбільше голосів віддано за «Слугу народу» — 42,71%, за «Голос» — 9,39%, за «Європейську Солідарність» — 9,37%.[20] В одномандатному окрузі найбільше голосів отримав Роберт Горват (самовисування) — 23,21%, за Олександра Пекаря (Слуга народу) — 21,28%, за Андрія Андріїва (самовисування) — 13,50%[21].

## Населення
Через повномасштабне російське вторгнення в Україну населення Ужгорода з 2022 року збільшилося на 35 %, так у перші дні вторгнення збільшилося на 60 000 осіб, а станом на 2024 рік ще до 40 000 осіб.

### Чисельність та етнічний склад
Населення Ужгорода росло нерівномірно. До початку 90-х років XX сторіччя кількість мешканців міста досягла максимального рівня — 120 тисяч мешканців і в подальші роки стабілізувалося на цьому рівні.
Основні етнічні групи (за даними перепису 2001 року):
- українці — 77,8 %
- росіяни — 9,6  %
- угорці — 6,9 %
- словаки — 2,2 %

Згідно з опитуванням, проведеним Соціологічною групою «Рейтинг» у січні-лютому 2017 року, українці становили 89 % населення міста, росіяни — 1 %, представники інших народностей — 9 %.
Національний склад населення за даними перепису 2001 року:
| Національність  | Відсоток |
| --------------- | -------- |
| українці        | 77,83%   |
| росіяни         | 9,61%    |
| угорці          | 6,90%    |
| словаки         | 2,18%    |
| цигани          | 1,48%    |
| білоруси        | 0,39%    |
| євреї           | 0,20%    |
| вірмени         | 0,19%    |
| поляки          | 0,18%    |
| німці           | 0,15%    |
| інші/не вказали | 0,89%    |

### Мовний склад
Рідна мова населення за даними перепису 2001 року:
| Мова            | Чисельність, осіб | Відсоток |
| --------------- | ----------------- | -------- |
| Українська      | 89 624            | 77,55%   |
| Російська       | 14 335            | 12,40%   |
| Угорська        | 8 123             | 7,03%    |
| Циганська       | 1 494             | 1,29%    |
| Словацька       | 984               | 0,85%    |
| Вірменська      | 134               | 0,12%    |
| Білоруська      | 123               | 0,11%    |
| Інші/Не вказали | 751               | 0,65%    |
| Разом           | 115 568           | 100%     |

Українська мова є основною та єдиною офіційною мовою міста.
Згідно з опитуванням, проведеним Соціологічною групою «Рейтинг» у січні-лютому 2017 року, українською вдома розмовляли 68 % населення міста, російською — 1 %, українською та російською в рівній мірі — 15 %, українською та іншою мовою в рівній мірі — 14 %, іншою мовою — 2 %.
Згідно з опитуванням, проведеним Міжнародним республіканським інститутом у квітні-травні 2023 року, українською вдома розмовляли 85 % населення міста, російською — 9 %, угорською — 1 %.
Згідно з опитуванням, проведеним Міжнародним республіканським інститутом у квітні-травні 2024 року, українською вдома розмовляли 90 % населення міста, російською — 26 %, угорською — 4 % (на відміну від опитування 2023 року було дозволено вибір кількох варіантів).

## Устрій

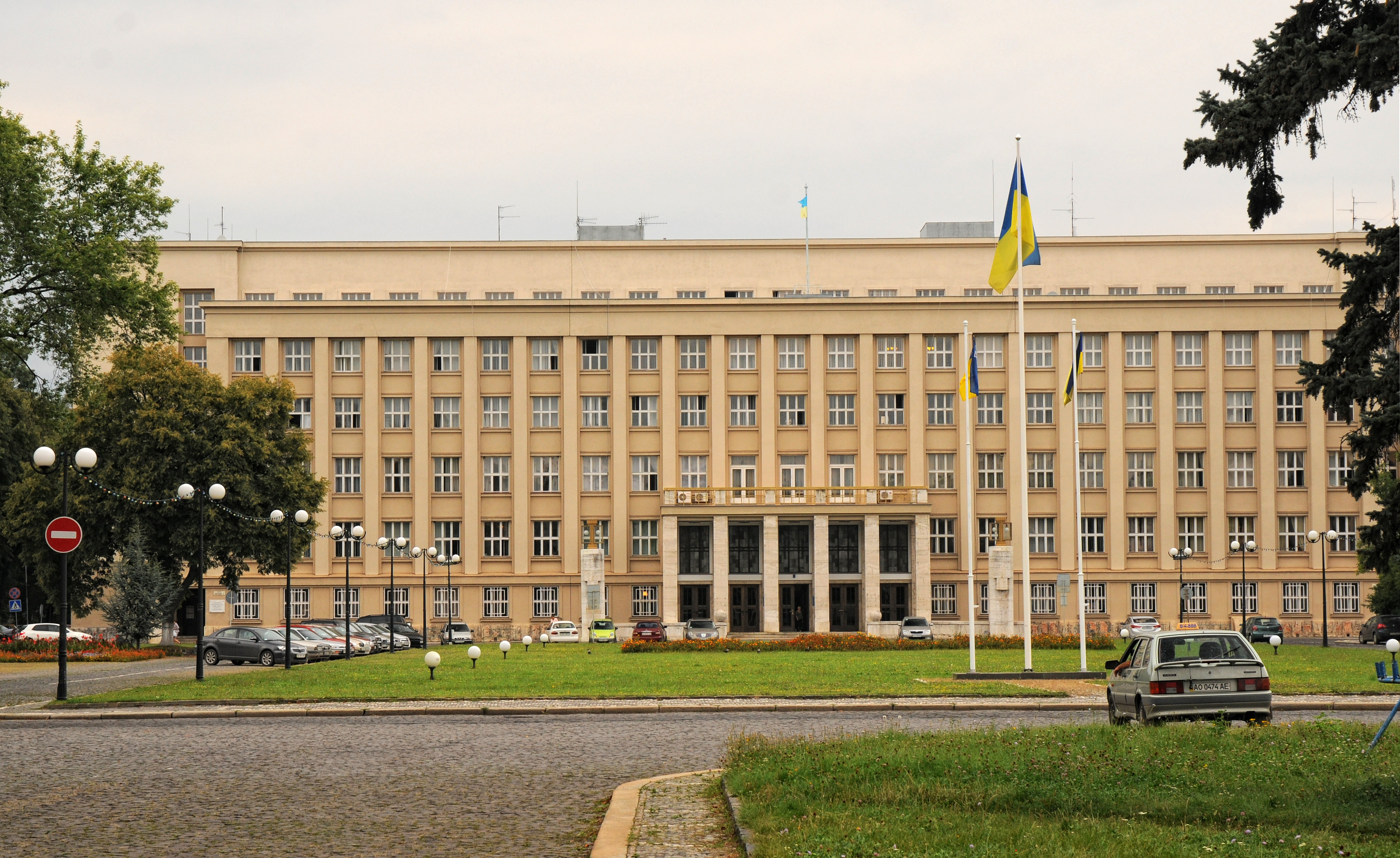
Закарпатська обласна рада

Адміністративно місто не поділяється на райони або інші частини.
До складу Ужгородської міської ради входять 38 депутатів, вони обираються громадою міста строком на 5 років.
Виконавчу владу очолює міський голова (мер) та Виконавчий комітет (Виконком). Йому підпорядковано 31 відділ та управління, котрі відповідають за найрізноманітніші сфери життя міста.
Єдиним органом судової влади є Ужгородський міськрайонний суд. Місто поділене на 17 міліційних дільниць, та є локацією національної поліції. З 1926 року у місті діє слідчий ізолятор № 9.
В Ужгороді розташовані більшість органів влади Закарпатської області.

## Економіка

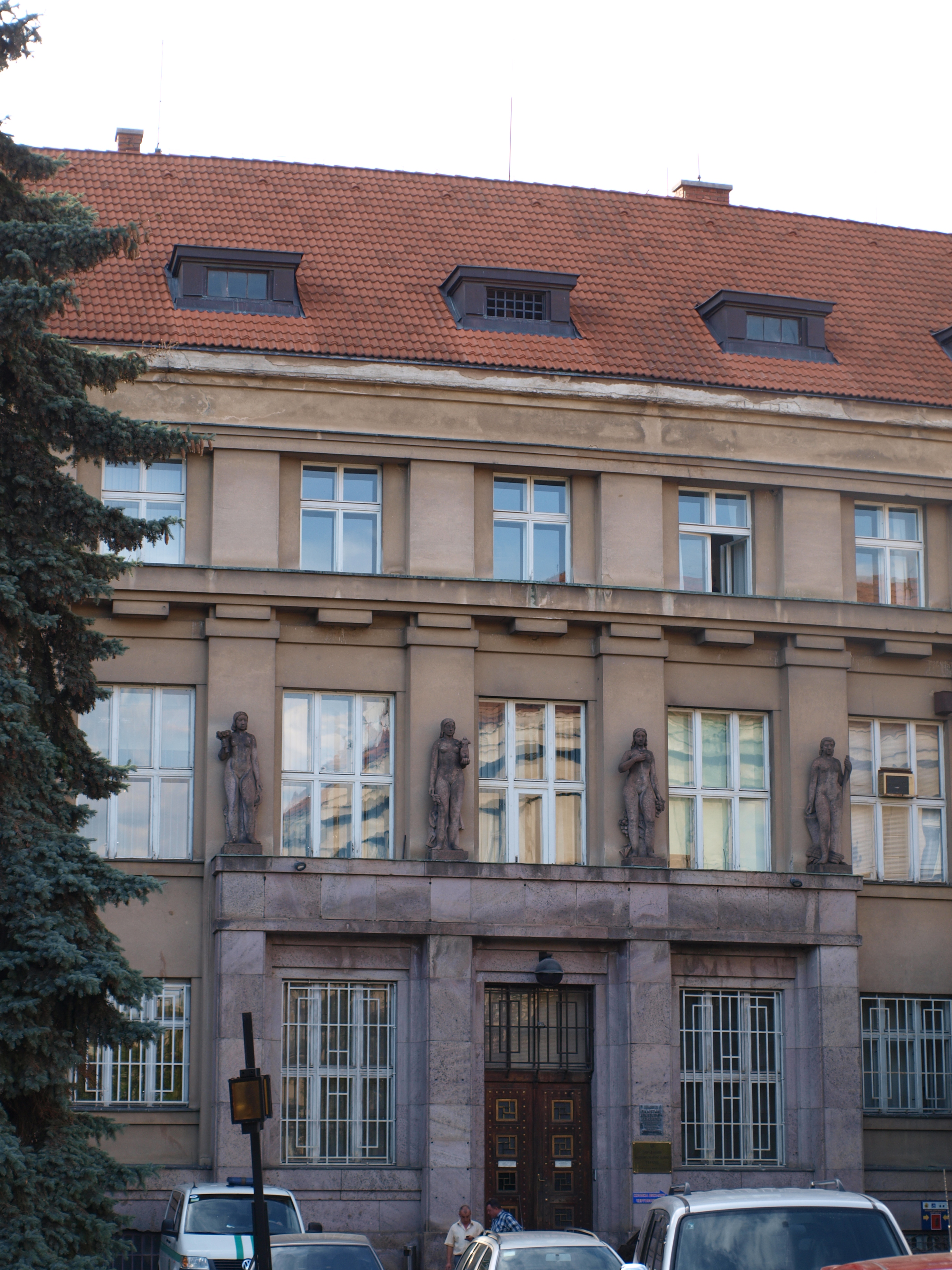
Будинок міського банку

Ужгород є важливим економічним центром області, володіє розвиненою бізнес-інфраструктурою підтримки підприємництва. У місті зосереджено 4358 об'єктів господарювання (25,4 % загальної кількості об'єктів області). Розвинуте підприємництво. На 10 тис. населення в місті припадає 164 малих підприємства при середньому показнику по області та по Україні — 60 одиниць. Зареєстровано 9,6 тис. підприємців — фізичних осіб. Найбільша кількість суб'єктів підприємницької діяльності юридичних осіб здійснюють діяльність у торгівлі — 525 од, у промисловості — 453, у будівництві — 128, операціями з нерухомістю займаються 327, транспортні послуги надають 79 підприємств. У готельному та ресторанному бізнесі здійснюють діяльність 69 суб'єктів підприємницької діяльності. У банківській сфері послуги надають біля 25 банків.
Найбільшу питому вагу в загальному обсязі реалізованої продукції, робіт та послуг займають:
- оптова і роздрібна торгівля, торгівля транспортними засобами та послуги з їх ремонту — 75,2 %
- промисловість — 14,5 %
- будівництво — 4,4 %
- транспорт — 2,3 %
- операції з нерухомістю — 1,5 %
- готельний та ресторанний бізнес — 0,6 %
- фінансова діяльність — 0,3 %.

За три останні роки активізувалося іноземне інвестування. Надходження прямих іноземних інвестицій дозволили створити нові спільні підприємства, а на низці чинних провести модернізацію виробництва. За видами економічної діяльності найбільше інвестицій спрямовано у розвиток обробної промисловості (35,3 млн. $), торгівлю і побут (8,8 млн. $), готелі та ресторани (2,3 млн. $) і будівництво (1,4 млн. $). Інвестиційну діяльність у місті здійснюють інвестори з 28 іноземних держав.

### Промисловість
Ужгород є найважливішим економічним центром Закарпаття, тут знаходиться понад 5 тис. суб'єктів господарської діяльності, з них 90 % — приватної або колективної власності. Основними галузями промисловості є харчова, легка, деревообробна, меблева, виробництво машин та устаткування. Провідні підприємства міста, залучивши внутрішні резерви та іноземні інвестиції, провели реконструкцію і модернізацію виробництв, випускають на сьогодні конкурентоспроможну продукцію на внутрішньому та зовнішньому
ринках.
Лідерами у харчовій промисловості є:
- Ужгородський коньячний завод;

У легкій промисловості:
- ЗАТ «Ужгородська швейна фабрика»;

У лісовій та деревообробній:
- СП ТОВ «Захисник» — виробництво столярно-теслярських виробів та виробів із деревини.

У машинобудуванні та металообробці:
- ПАТ «Ужгородський Турбогаз» — виробництво обладнання для газоперекачувальних станцій, запірної арматури для транспортування газу;
- ТОВ «Гал ЛТД» — виробництво електродвигунів;
- ТОВ «Матяш і Матяш» — випуск джгутів автомобільних для головних складальних конвеєрів «Ауді» та «Фольксваген»;
- СП «Техніка» — газові конвектори.

У хімічній промисловості:
- ТОВ «Хенкель-Ужгород» — випуск нових видів пральних порошків та інших товарів побутової хімії.

## Інфраструктура

### Транспорт

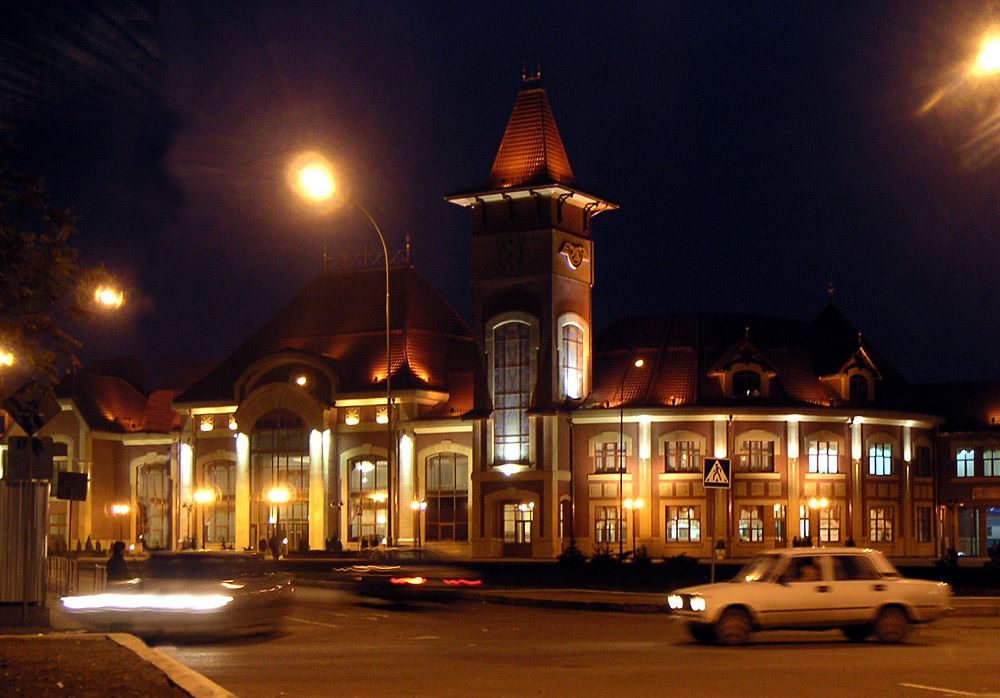
Міська залізнична станція

Ужгород є найбільшим транспортним вузлом Закарпатської області, через який проходить низка європейських автошляхів — E50, E58, E573, а також міжнародні автошляхи М06, М08 та автомобільний шлях національного значення Н13. Діють залізнична станція Ужгород та аеропорт Ужгород. У місті розташований пункт пропуску на кордоні із Словаччиною Ужгород — Вишнє Німецьке. Зовнішні зв'язки міста та його приміської зони забезпечуються повітряним, залізничним та автомобільним транспортом.

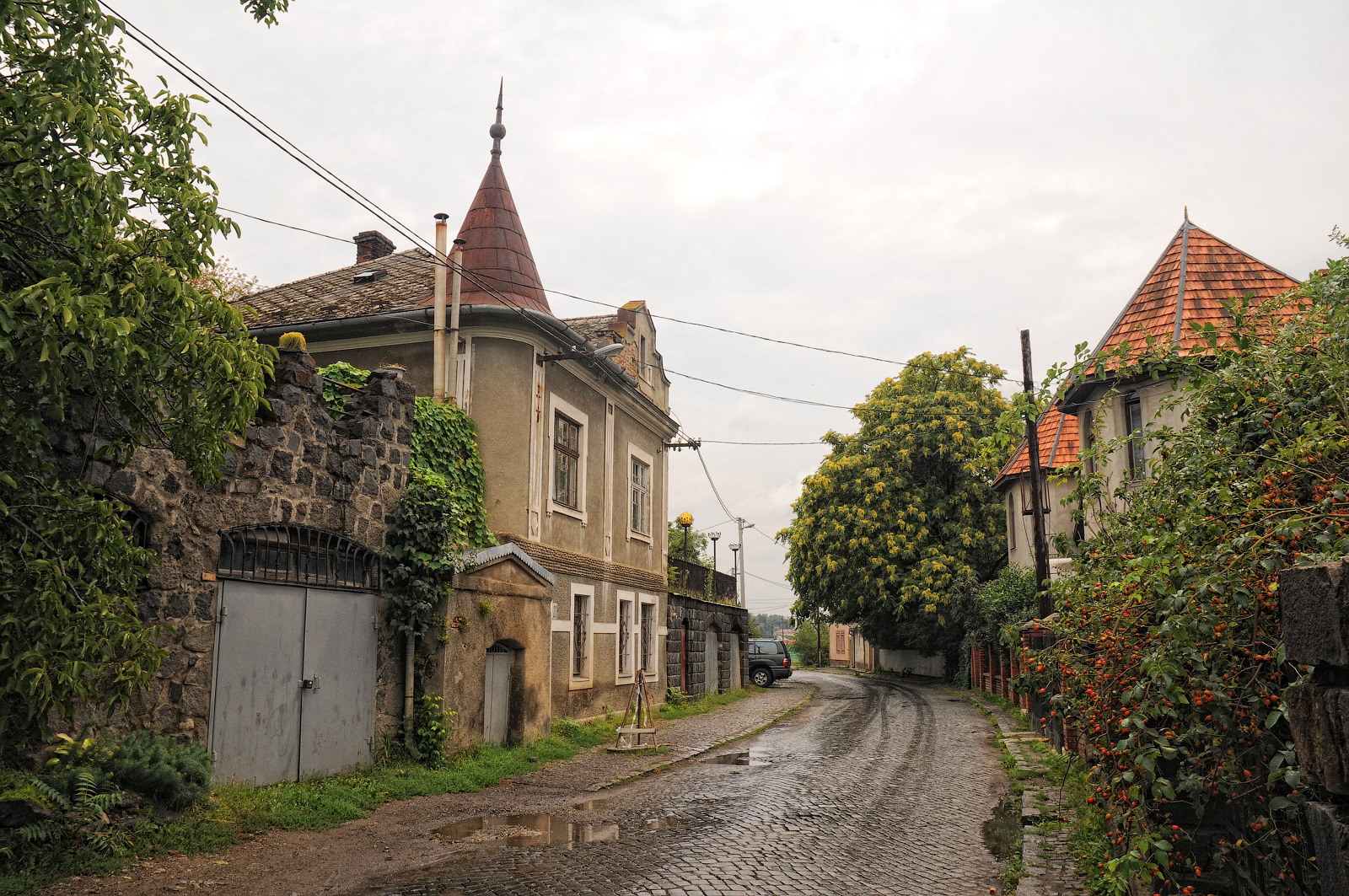
Комплекс Замкової гори. вул. Ольбрахта

Перший автобус по Ужгороду почав здійснювати перевезення в лютому 1923 року. Довжина маршруту була близько 3 км (його маршрут проходив через нинішній пішохідний міст і Театральну площу). Автобус зупинявся на цьому шляху в найбільш важливих місцях. Автобус міг перевозити 30 осіб. Сьогодні транспортна мережа міста об'єднує 25 автобусних маршрутів та розгалужену мережу таксомоторних перевезень. На автобусних маршрутах працюють мікроавтобуси в режимі «маршрутне таксі». Щоденно перевозиться близько 38 тис.пасажирів. Місто Ужгород і його приміська зона зв'язані з загальною мережею автомобільних доріг України, дорогами державного значення — магістральними і регіональними, а також дорогами місцевого значення — територіальними та районними.
Авіаційні перевезення здійснює Закарпатське обласне КП «Міжнародний аеропорт „Ужгород“». Роком народження аеропорту вважається 1924-й. Аеропорт інтенсивно використовувався у 1987—1990 роках, коли приймав 18 літаків на добу та щорічно перевозилось 146 тис. пасажирів. З 1992 року аеропорт відкритий для міжнародного сполучення. Загальна площа льотного поля — 97,12 га. Злітно-посадкова смуга з капітальним покриттям має довжину 2040 метрів і може приймати літаки Ан-24, Ан-26, Як-40, Як-42, Л-410, Cessna, Falcon.
Нині аеропорт виконує регулярні рейси Ужгород-Київ, а також чартерні рейси на замовлення.
Залізничний рух розпочався у другій половині XIX ст. Перша залізнична лінія вела до м. Чоп. Її будівництво було розпочато в 1870 році на основі закону № XXVIII в напрямку Ужгород — Ньїредьгаза. І вже у 1872 році запущено в дію перший відрізок цієї залізниці Ужгород — Чоп. Упродовж 1915—1916 рр. побудовано першу вузькоколійну залізницю в напрямку Ужгород — Анталовці, яка проіснувала до 1975—1976 років, коли була розібрана як нерентабельна.
Сьогодні залізниця забезпечує надійний зв'язок Ужгорода з іншими регіонами країни, а також з сусідніми країнами. На південь відходить одноколійна електрифікована лінія на Чоп, по якій ходять пасажирські поїзди на Львів через головний карпатський хід, а також електропоїзди на Мукачево. На північ відходить одноколійна електрифікована лінія на Львів через Сянки/Самбір, по ній ходять електропоїзди на Сянки/Волосянку. Існує також одноколійна електрифікована лінія широкої колії через кордон на Кошиці, але по ній здійснюються тільки вантажні перевезення. В Ужгороді в 2004 році запрацював новий сучасний вокзал європейського рівня. Ужгородським відділенням Львівської залізниці щорічно перевозиться 3,5 млн тонн вантажів та відправляється понад 10 млн пасажирів, включаючи приміські перевезення.
Ужгород — єдиний обласний центр України, у якому відсутній електротранспорт. 1976 року розпочалося проєктування тролейбусної транспортної мережі, однак з невідомих причин будівництво так і не було розпочато.
Крім цього, у місті діє мала вузькоколійна дитяча залізниця, побудована в 1947 році, яка з'єднує центральну частину міста (пл. Театральна) з Підзамковим парком.
2018 року до міста було завезено 10 нових автобусів «Електрон». Усього в теперішньому часі (2023) в Ужгороді є 27 автобусів (7 з кондиціонерами для пасажирів, 20 без кондиціонера).

## Освіта і наука

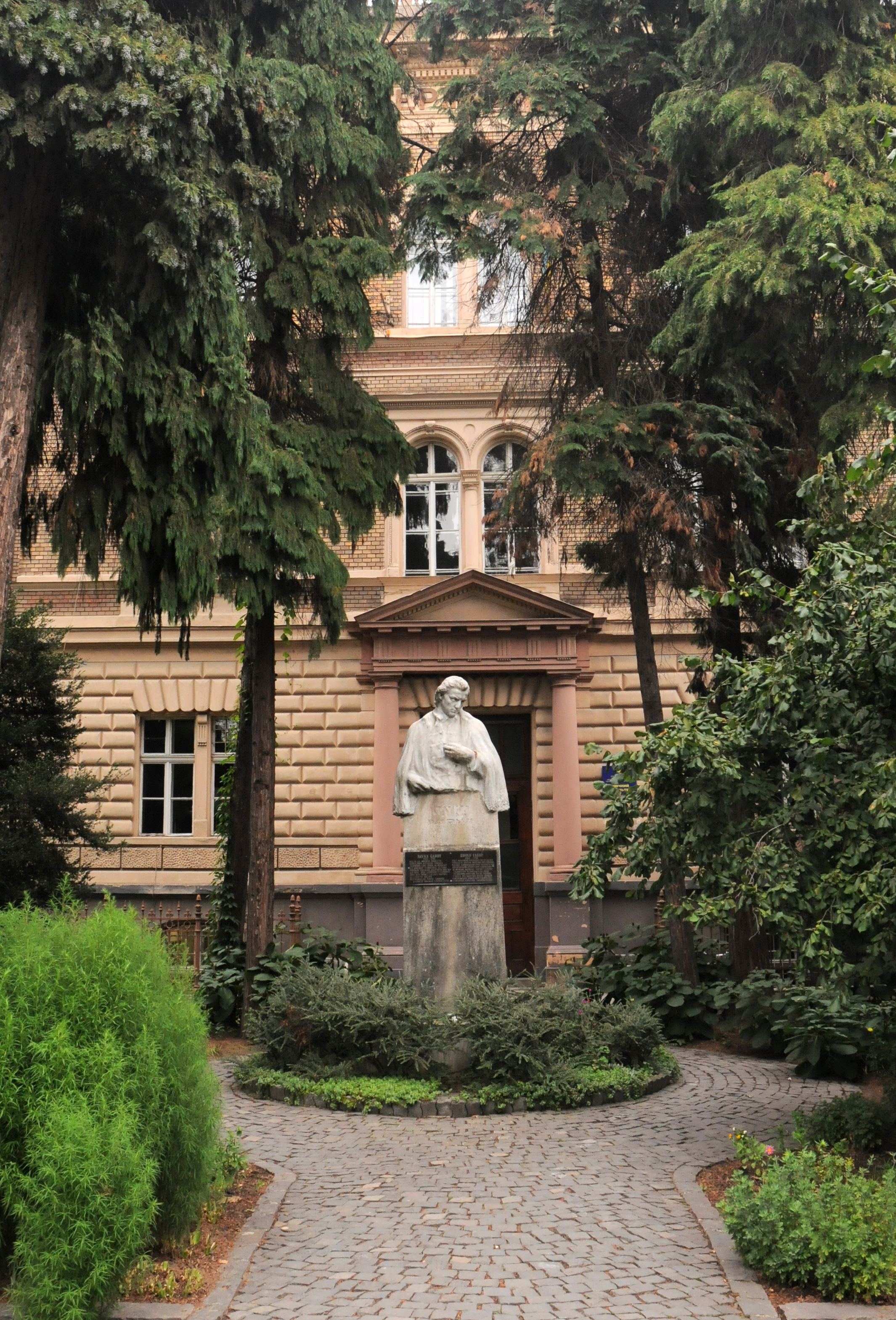
Будинок хімічного факультету УжНУ, у якому був відкритий перший Закарпатський університет. Пам'ятник Габору Дойко.

### Гімназії
- Ужгородська гімназія
- Ужгородська класична гімназія
- Лінгвістична гімназія імені Т. Г. Шевченка
- Ужгородська угорськомовна гімназія ім. Другетів

### Заклади вищої освіти
- Закарпатська академія мистецтв (ЗАМ)
- Карпатський університет ім. Августина Волошина (КаУ)
- Природничо-гуманітарний коледж УжНУ
- Ужгородський національний університет (УжНУ)
- Ужгородська українська богословська академія ім. святих Кирила і Мефодія
- Ужгородський комерційний технікум
- Ужгородська богословська академія ім. Блаженного Теодора Ромжі.
- Ужгородський торговельно-економічний інститут Київського національного торговельно-економічного університету
- Ужгородське державне музичне училище імені Дезидерія Задора

### Науково-дослідні установи
- Інститут електронної фізики НАН України

## Засоби масової інформації
В Ужгороді веде свою діяльність абсолютна більшість обласних засобів масової інформації. Відмінною рисою функціонування ЗМІ є багатомовність друкованих, теле, радіо й електронних ЗМІ.

### Друковані
- «Новини Закарпаття»
- «Карпатський об'єктив»
- «Ужгород»
- «РІО»
- «Kárpáti igaz szó» (угорською).

### Телебачення
- «Суспільне Ужгород»
- ТРК «Перший кабельний»
- ТРК «21-й канал».

### FM-радіостанції
15 всеукраїнських та регіональних радіостанцій:
| № п/п | Частота, МГц | Назва                                       | Потужність | Адреса вежі                    | Передавач               |
| ----- | ------------ | ------------------------------------------- | ---------- | ------------------------------ | ----------------------- |
| 1     | 87,9         | Шлягер FM                                   | 0,5        |                                | вежа ДП «ТРК «Мукачево» |
| 2     | 88,9         | Наше радіо                                  | 0,5        |                                | вежа ДП «ТРК «Мукачево» |
| 3     | 91,6         | Радіо «П'ятниця»                            | 0,1        |                                | вежа ДП «ТРК «Мукачево» |
| 4     | 93,6         | Радіо Культура                              | 0,1        | вул. Карпатської України, 42/1 | ВАТ “Патент”            |
| 5     | 94,1         | Мелодія FM                                  | 0,1        |                                | вежа ДП «ТРК «Мукачево» |
| 6     | 97,9         | Kiss FM                                     | 0,1        |                                | вежа ДП «ТРК «Мукачево» |
| 7     | 100,9        | Хіт FM                                      | 0,5        |                                | вежа ДП «ТРК «Мукачево» |
| 8     | 101,6        | Закарпаття FM                               | 1          |                                | вежа ДП «ТРК «Мукачево» |
| 9     | 102,4        | Країна ФМ                                   | 1          |                                | вежа ДП «ТРК «Мукачево» |
| 10    | 103,0        | Радіо Промінь / «Тиса FM»                   | 0,5        |                                | вежа ДП «ТРК «Мукачево» |
| 11    | 104,1        | Радіо НВ                                    | 0,5        |                                | вежа ДП «ТРК «Мукачево» |
| 12    | 104,7        | Світ FM                                     | 0,5        |                                | вежа ДП «ТРК «Мукачево» |
| 13    | 105,2        | Lux FM                                      | 1          |                                | вежа ДП «ТРК «Мукачево» |
| 14    | 105,7        | Радіо Байрактар                             | 0,1        |                                | вежа ДП «ТРК «Мукачево» |
| 15    | 107,2        | Українське радіо / Українське радіо Ужгород | 1          |                                | вежа ДП «ТРК «Мукачево» |

### Інтернет ЗМІ
- Закарпаття-онлайн
- Карпатський об'єктив
- Новини Ужгорода
- РІО
- ПроЗак
- 0312
- Varosh

## Культура

Закарпатський обласний державний український музично-драматичний театр

### Музика, театр і кіно

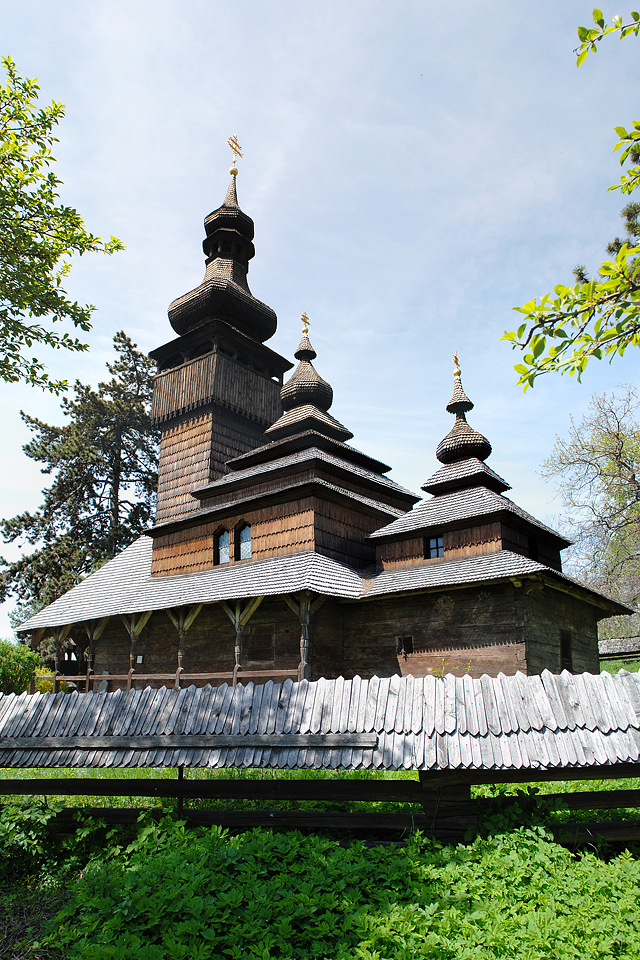
Панорама Закарпатського музею народної архітектури та побуту

В Ужгороді діє Закарпатський обласний театр ляльок «Бавка». У приміщенні, яке зараз займає театр, у 1920-х роках діяв перший у краї «Руський театр „Просвіта“» під керівництвом видатного українського театрального діяча Миколи Садовського, про що свідчить меморіальна дошка на будівлі.
У 1932 році за проектом кошицького архітектора Людовіта Оелшлеґера зведено комплекс міського кінотеатру (за радянських часів кінотеатр «Ужгород») та бібліотеки.

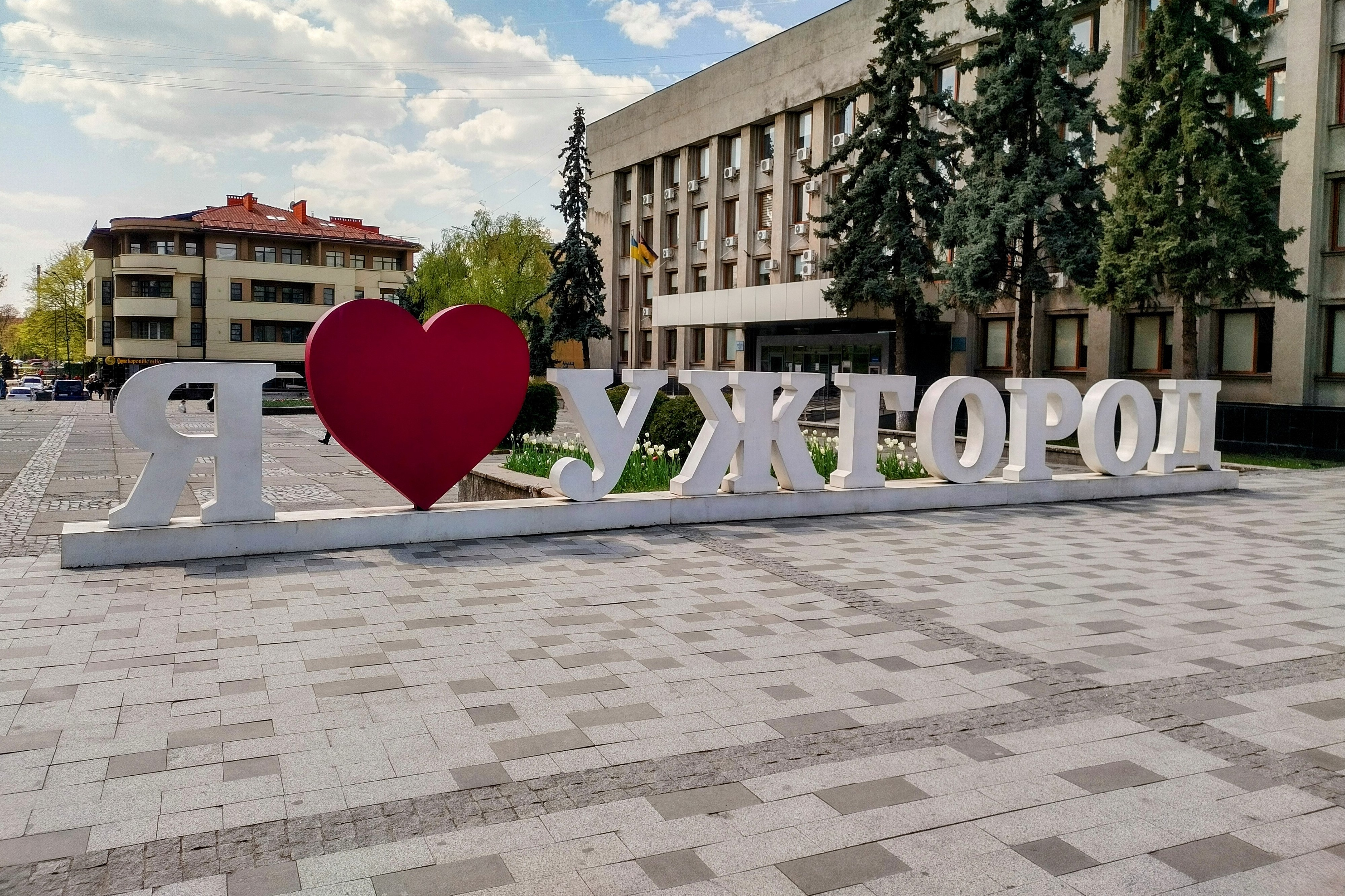
Арт-об'єкт "Я кохаю Ужгород"

1 січня 1946 року відкрився Закарпатський обласний державний український музично-драматичний театр.

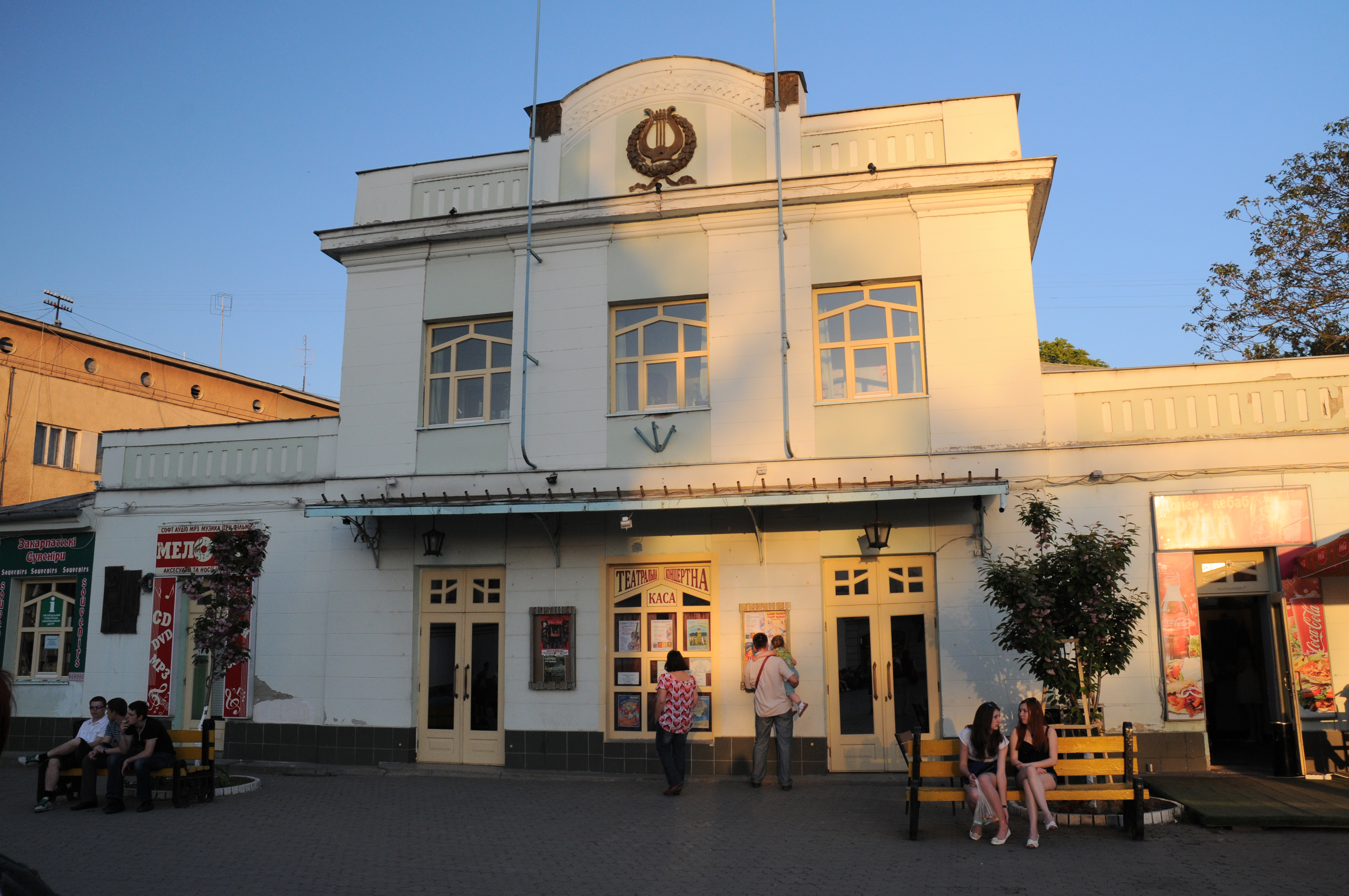
Закарпатський обласний театр ляльок «Бавка»

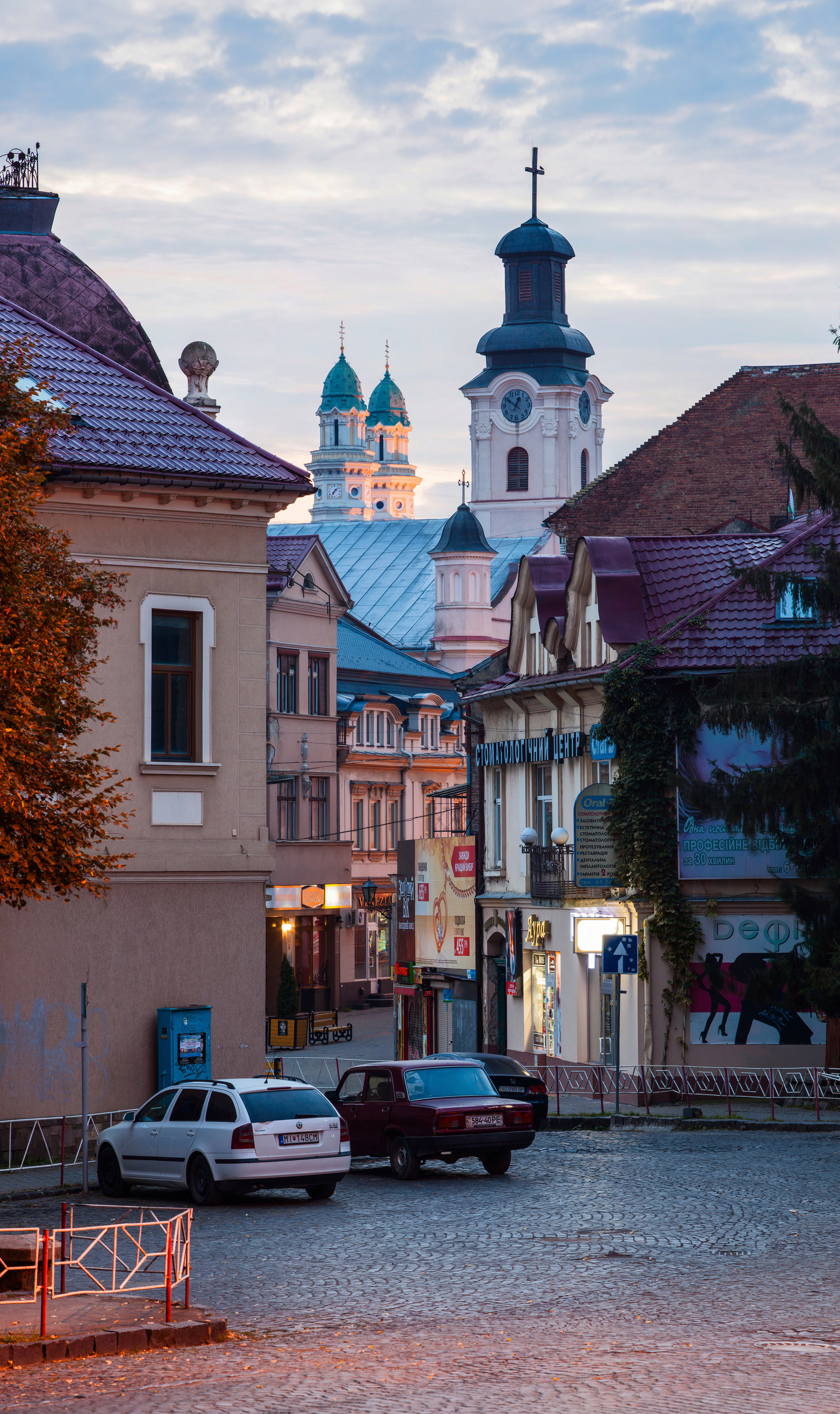
Костел святого Юрія на одній із головних вулиць міста — Волошина.

Відомим музичним колективом Ужгорода є Заслужений академічний Закарпатський народний хор — заснований 25 вересня 1945 року у м. Ужгороді як Закарпатський ансамбль пісні і танцю. У 1947 реорганізований у народний хор. У 1959 році, Указом Президії Верховної Ради УРСР, Закарпатському народному хору надано почесне звання «Заслужений колектив УРСР».
Візитками уславленого колективу є відомі хорові твори, як-от «Верховино, світку ти наш», «Ой, на плаю вівці пасуть», «Гей, на високій полонині», хореографічні картинки «Вівчарі на полонині», «Березнянка», «Тропотянка» та багато інших. Заслужений Закарпатський народний хор — єдиний в Україні професійний колектив, який пропагує і збагачує не тільки українську пісенну й хореографічну культуру, а й мистецтво всіх національних меншин Закарпаття.
Камерний хор «Cantus» Створений у 1986 році. У репертуарі колективу духовна музика, музика Ренесансу, українські народні пісні, твори українських та закордонних сучасних композиторів, спіричуелсі й джазові композиції. «Cantus» — лауреат міжнародних конкурсів, учасник багатьох національних хорових форумів і фестивалів в Угорщині, Словаччині, Польщі, Словенії, Австрії, Італії, Німеччини, Британії, Франції та Швейцарії. За роки плідної творчої діяльності колективом підготовлено і показаний близько вісімдесяти високохудожніх концертних програм. З 1992 року камерний хор «Cantus» реорганізовано в професійний колектив Управління культури Закарпатської обласної державної адміністрації. Еміль Сокач — організатор і художній керівник камерного хору «Cantus», нині заслужений артист України, в 1983 році закінчив Київську державну консерваторію ім. П. І. Чайковського по класу професора, народного артиста України Г.Кречка.
Симфонічний оркестр Закарпатської філармонії — оркестр при Закарпатській філармонії. Заснований у грудні 2005 року. До 2010 року оркестром керували Олена Короленко та Вікторія Свалявчик, з 2010 року — Вікторія Цанько. Оркестр брав участь у фестивалях «Музичне сузір'я Закарпаття», другий Фестиваль музики Є.Станковича, Міжнародний мистецький конкурс-фестиваль «Гран-прі Карпатського регіону».

### Музеї та картинні галереї
- Закарпатський краєзнавчий музей у приміщенні Ужгородського замку.
- Закарпатський музей народної архітектури та побуту
- Закарпатський обласний художній музей імені Йосипа Бокшая
- Зоологічний музей УжНУ
- Меморіальний будинок-музей Федора Федоровича Манайла
- Меморіальний будинок-музей Андрія Коцки
- Художня галерея «Ужгород»
- Мистецький центр «Галерея Ілько»

З Ужгородом пов'язані художники Павло Бедзир, Йосип Бокшай, Ігнац Рошкович, Гаврило Глюк, Іван Дідик, Адальберт Ерделі, Михайло Заяць, Шандор Зіхерман, Антон Кашшай, Федір Манайло, Ганна Мигович, Микола Медвецький, Едіта Медвецька, Володимир Микита, Василь Свида, Ференц Семан, Еміл Грабовський, Ернест Контратович, Адальберт Борецький, Надія Пономаренко, Віктор Мигович.

### Релігія
У місті зареєстровано 65 релігійних громад. Серед них 23 православні громади (УПЦ МП — 16, ПЦУ — 7), 11 греко-католицьких (МГКЄ), 2 римо-католицькі, 12 протестантських. Зареєстровано 8 неохристиянських течій (Церква Живого бога, християнська євангельська церква, мормони), Свідки Єгови (мають Зал Царства, де проходять зібрання), течія православного коріння (Православна церква Божої Матері), течія християнського коріння (Церква Зібрання Нового Заповіту), 2 східні релігійні течії (буддизм, Свідомості Крішни), 3 ісламські громади, 3 громади юдаїзму та громада Вірменської Апостольської церкви. Крім того, діють без реєстрації ще близько 10 громад (Діанетика, Рун-віра, віра Бахаї та ін.).
На сьогодні із 65 громад 20 забезпечені культовими спорудами, 14 орендують приміщення, 17 ведуть будівництво споруд. У місті 2 цвинтарі.

## Архітектура та пам'ятки
Ужгород належить до категорії міст зі значною архітектурною спадщиною. Збереглися ансамблі, окремі унікальні будинки — пам'ятки архітектури державного та місцевого значення. Історично сформована забудова центральної частини міста — це житлові квартали розчленовані господарськими спорудами на вузькі ділянки. Ця забудова належить до XIX та початку XX століть. Переважна більшість будинків малоповерхові (до трьох поверхів). У цей період динамічно розвиваються такі архітектурні стилі як угорський романтизм, стилі архітектури історизму (еклектика), а також сецесія.
Якісно іншим етапом містобудівного розвитку міста є міжвоєнна забудова 20—30-х років XX століття — яскравий приклад архітектури модернізму, зразок вдалого використання відкритих просторів у плануванні та формуванні масштабного міського середовища. Чехословацька міжвоєнна архітектура представлена такими стилями як ар деко, експресіонізм, рондокубізм, функціоналізм, неокласицизм тощо.
Післявоєнна забудова міста велася в основному за межами історичної частини міста. Нове будівництво в радянський період велося переважно у південній частині міста. Ця забудова дещо одноманітна, по характеру архітектури та відрізняється іншими підходами в плануванні. Великі за розміром площі, ширина вулиць та типові житлові будинки контрастують з історично сформованим характером забудови міста.

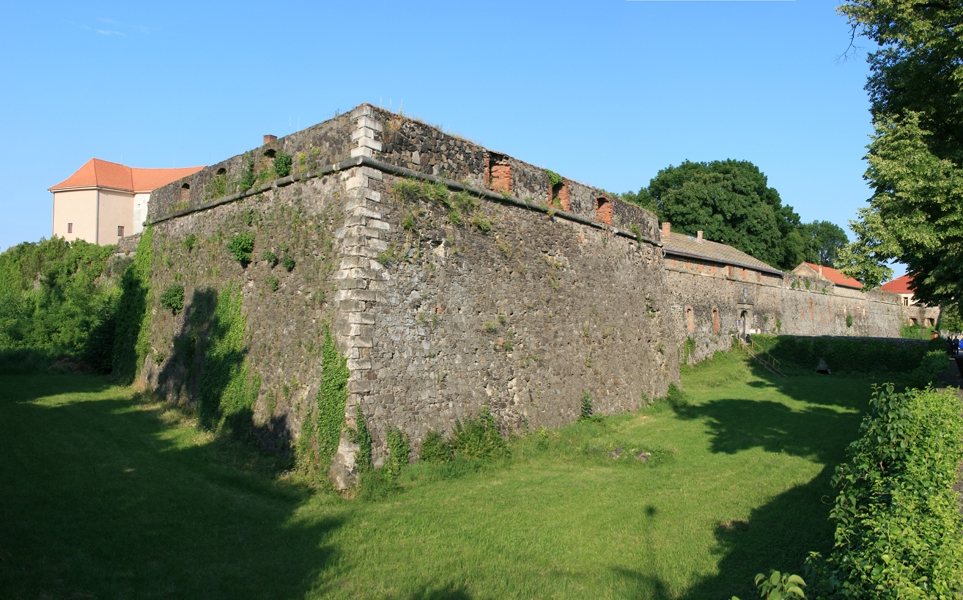
Ужгородський замок
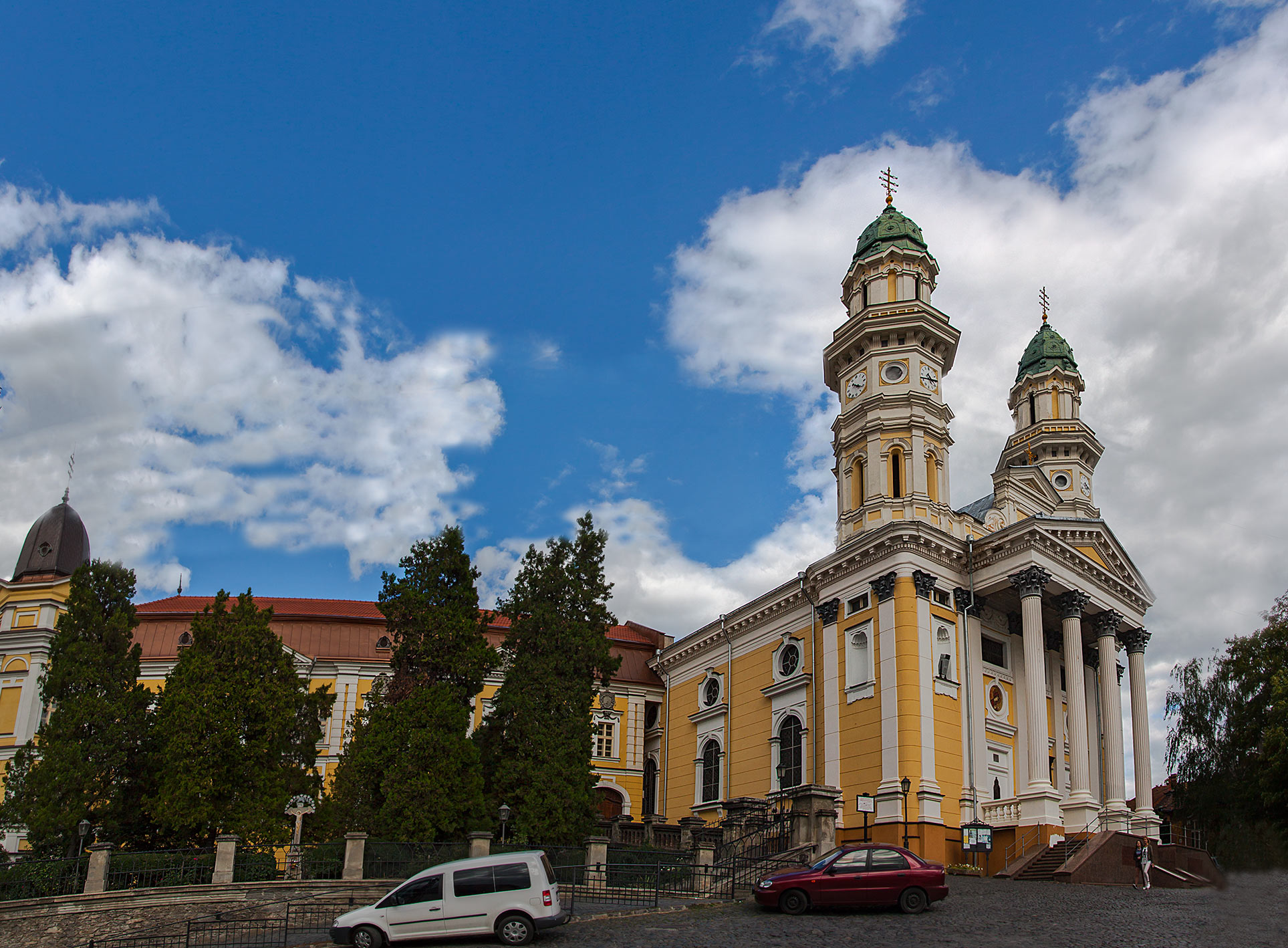
Кафедральний греко-католицький собор
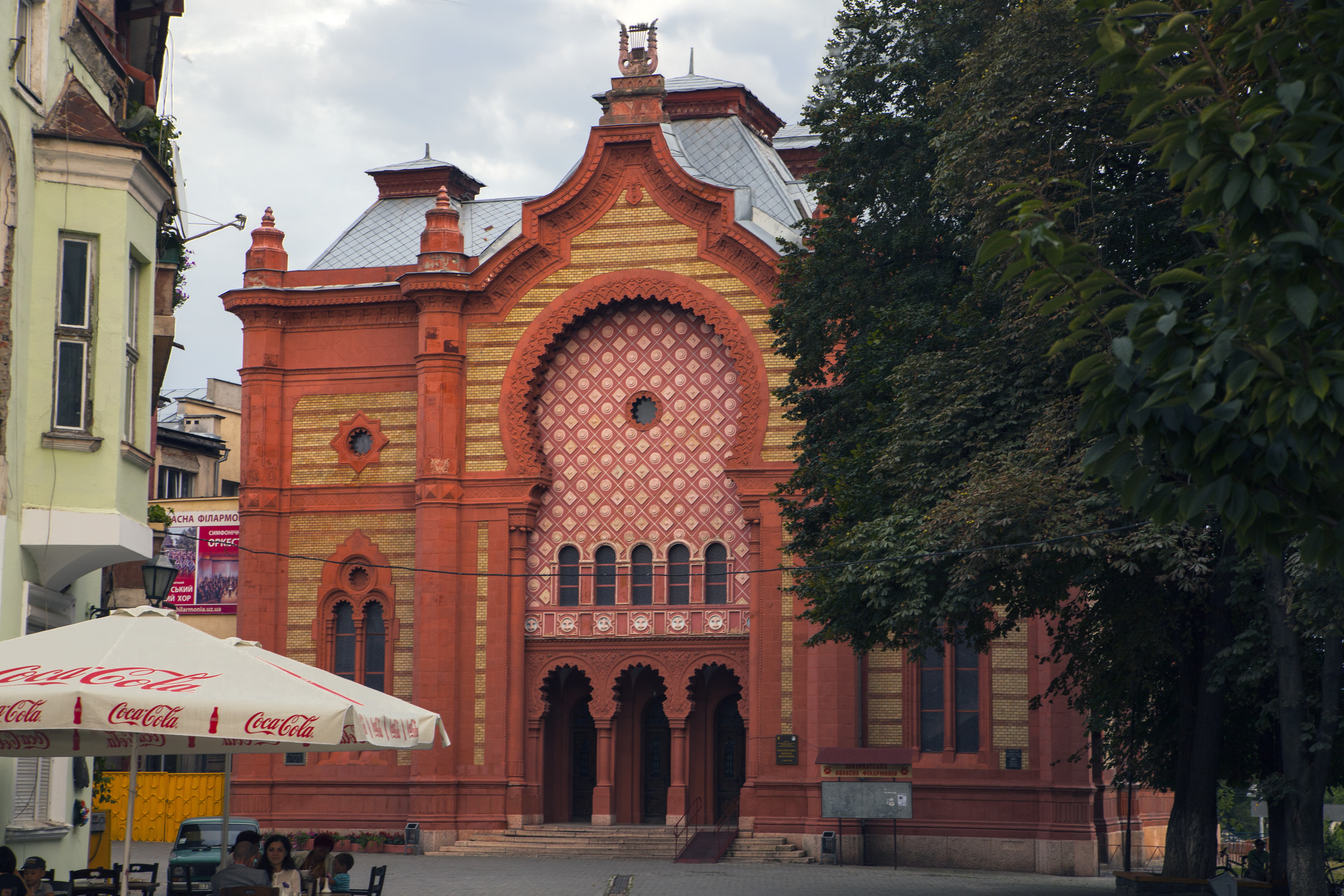
Хоральна синагога
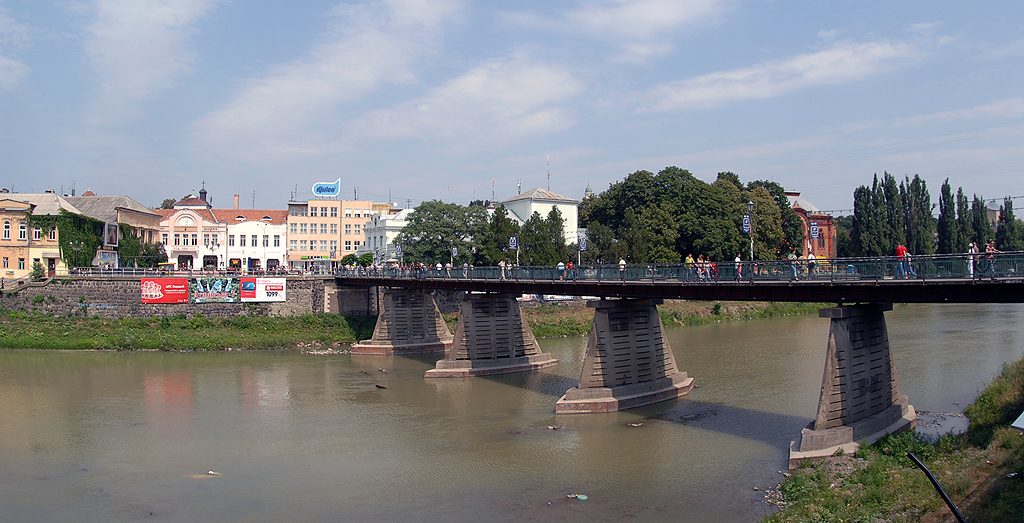
Пішохідний міст через Уж
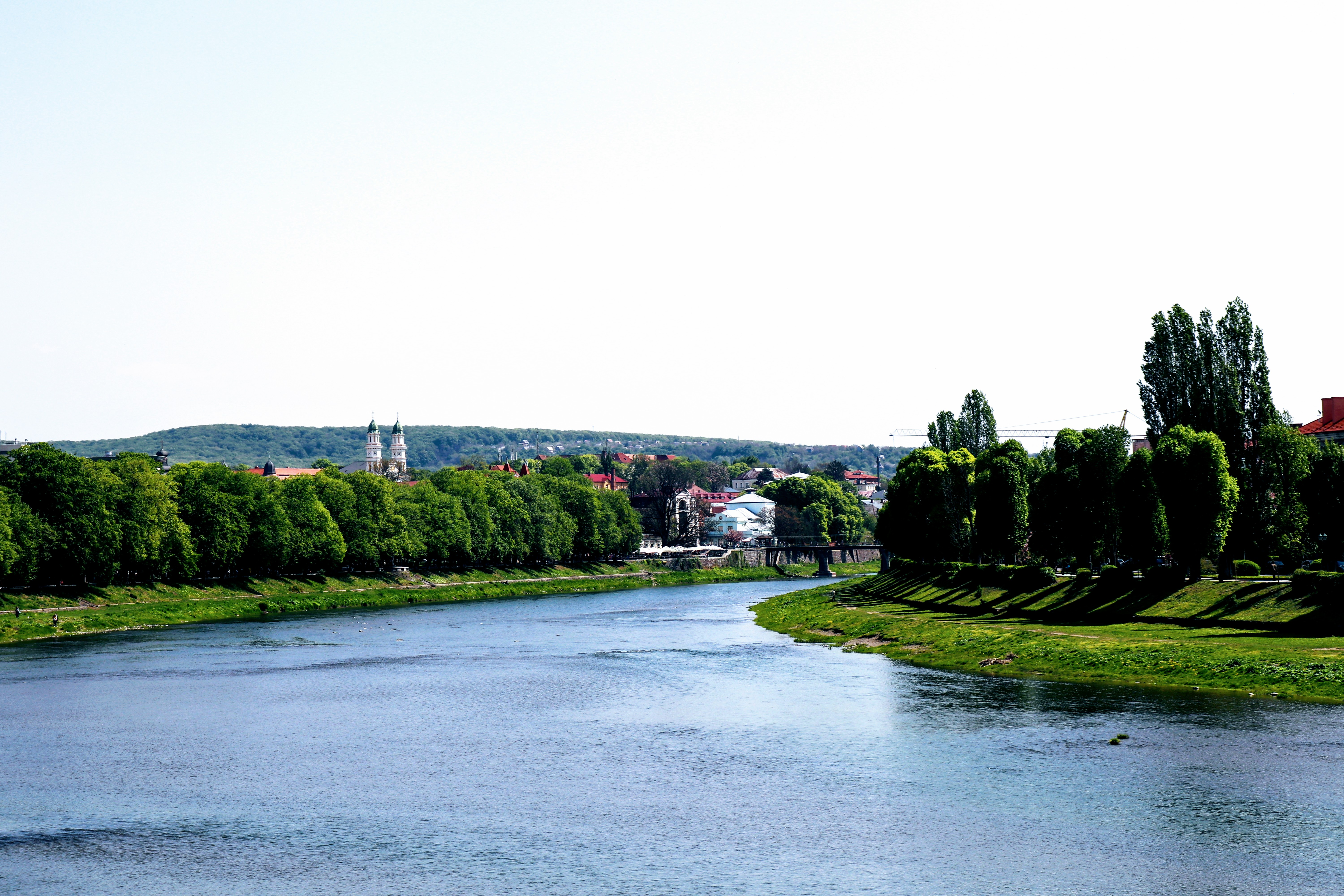
Центр Ужгорода з боку моста Масарика
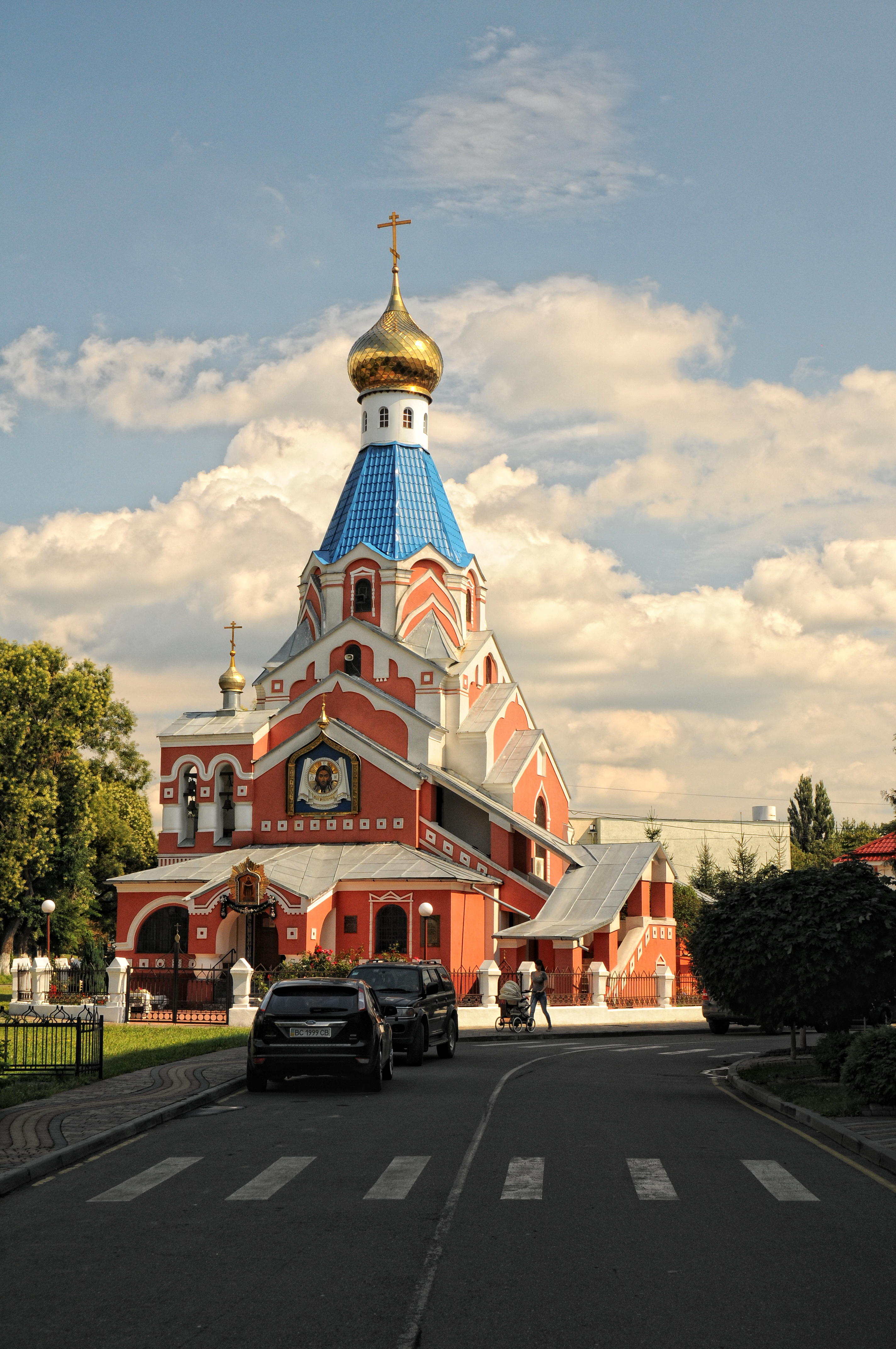
Покровська церква на честь воїнів, що загинули у Першій світовій війні

### Історичні та архітектурні пам'ятки
Унікальними пам'ятками архітектури є: Горянська ротонда — храм св. Анни XI ст., Ужгородський замок (XII—XVIII ст.) — найстаріший пам'ятник фортифікаційного мистецтва та архітектури, Хрестовоздвиженський собор (1644), оформлений у стилі пізнього бароко, Шелестівська церква Святого Михайла (побудована в 1777 р. без єдиного цвяха), Цегольнянська церква (1802), обласна філармонія — колишня синагога (1902), Покровська церква, побудована російськими емігрантами, як храм-пам'ятник полеглим у Першій світовій війні (1930).

### Пам'ятники

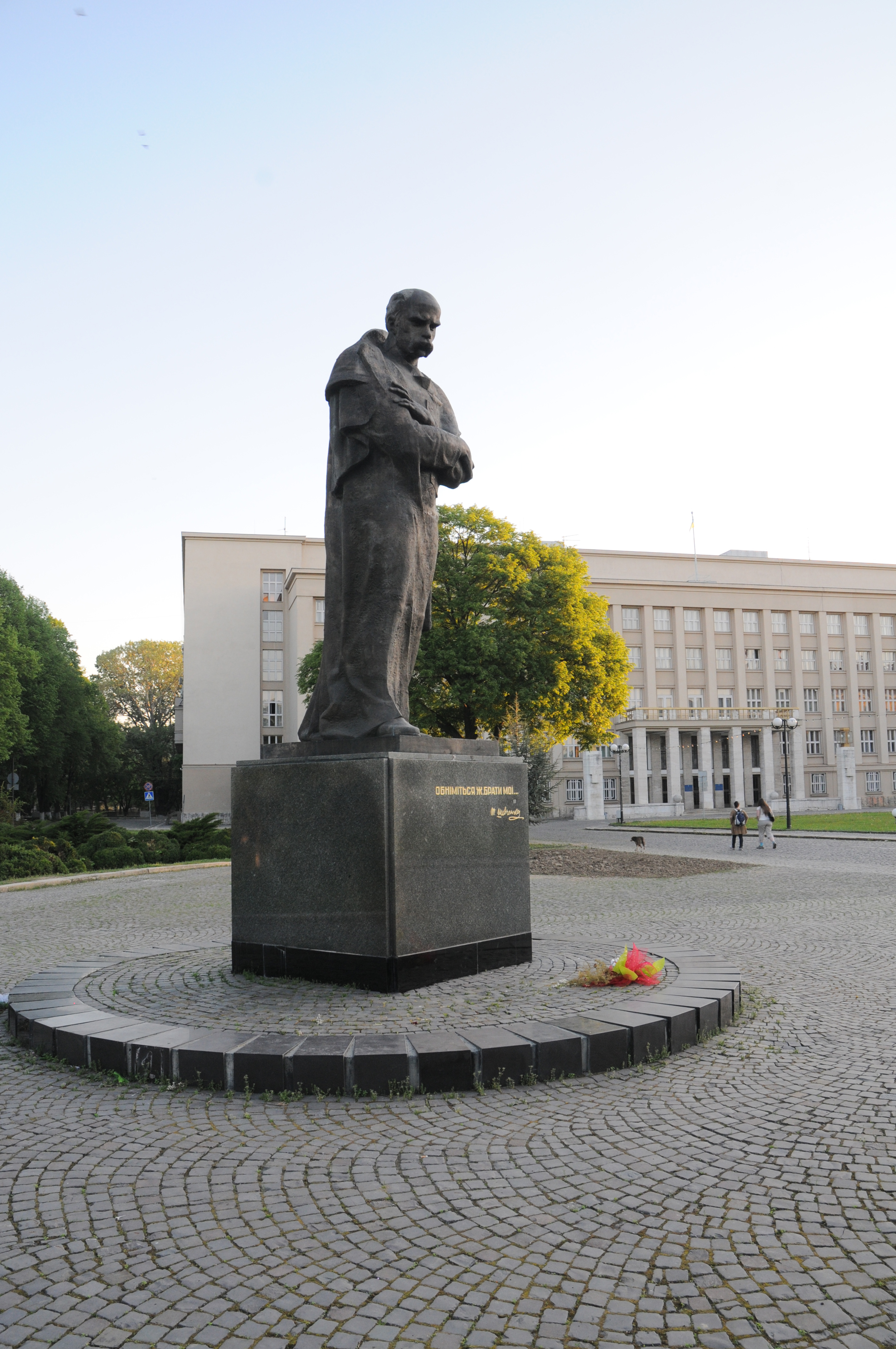
Пам'ятник Тарасові Шевченку
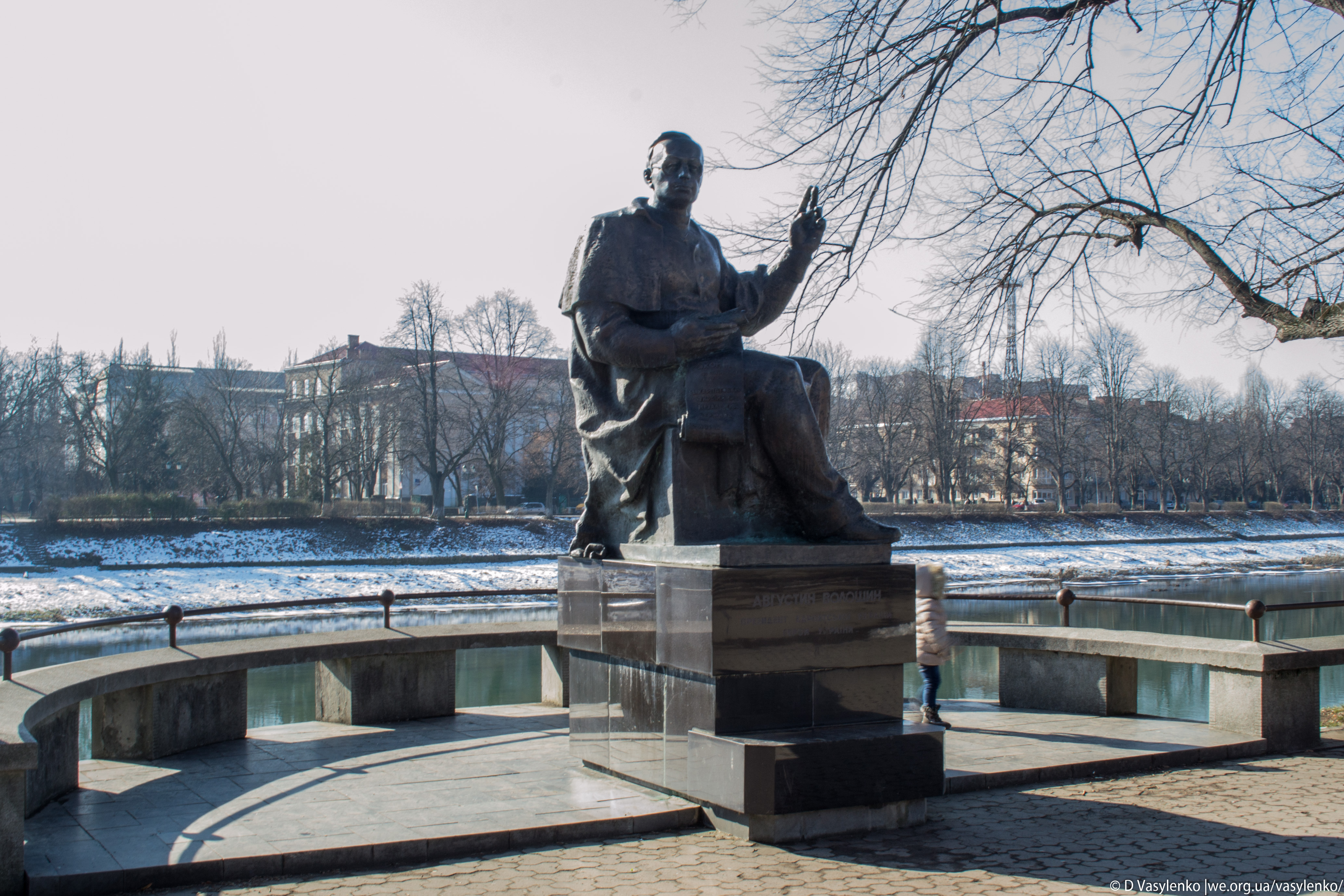
Пам'ятник Августинові Волошину
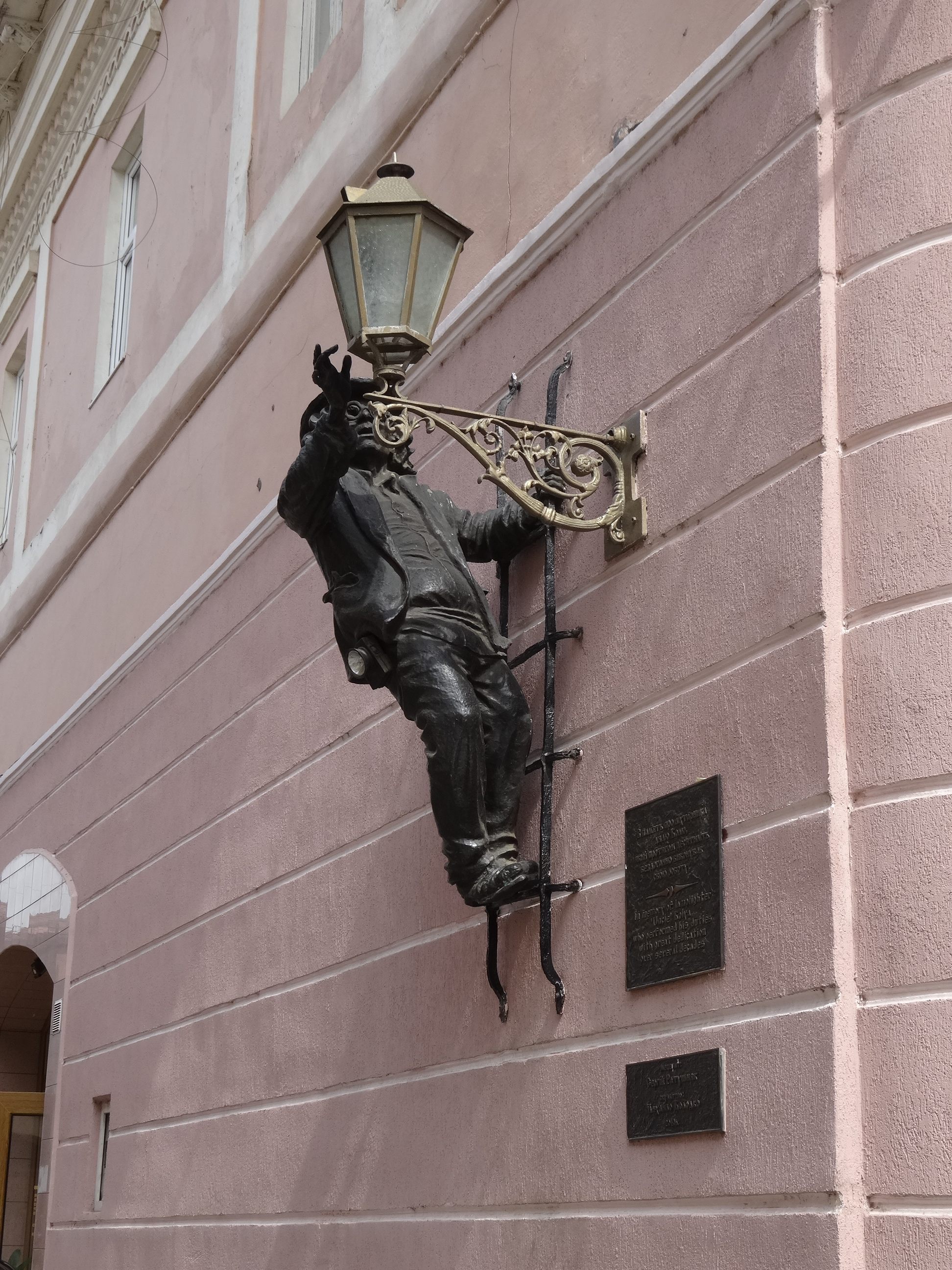
Вул. Корзо, 20. В пам'ять про ліхтарника дядю Колю
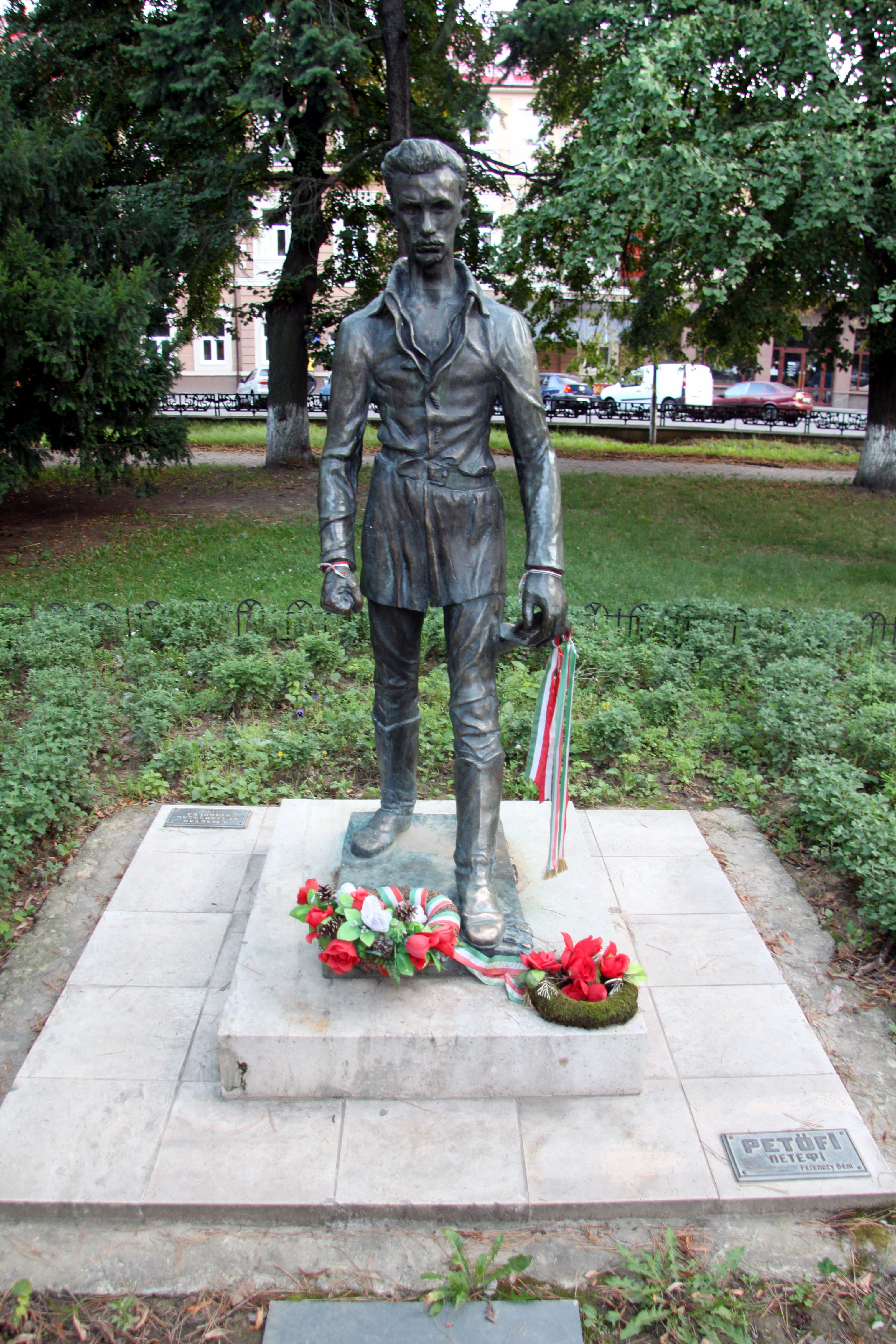
Пам'ятник Шандору Петефі
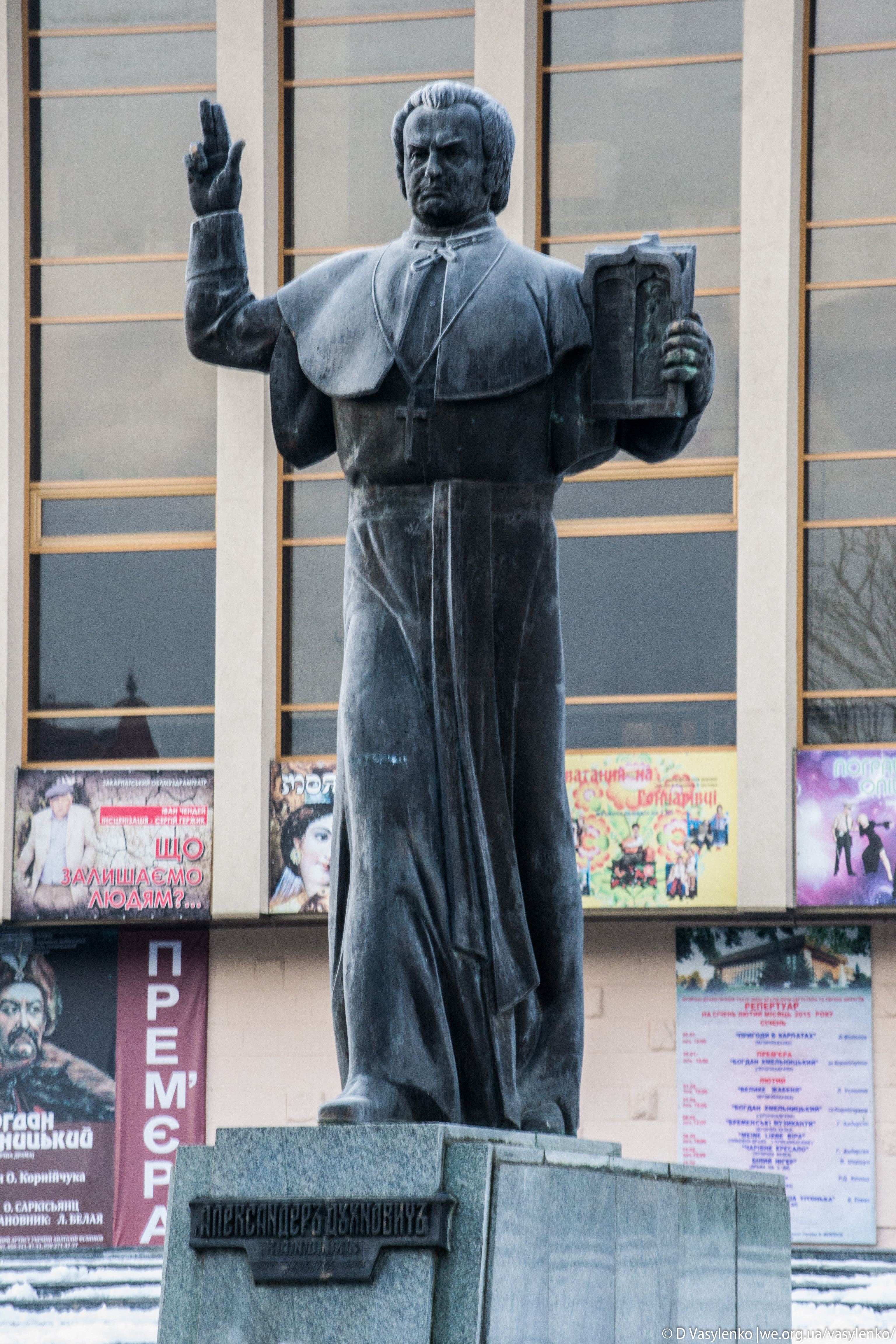
Пам'ятник Олександрові Духновичу
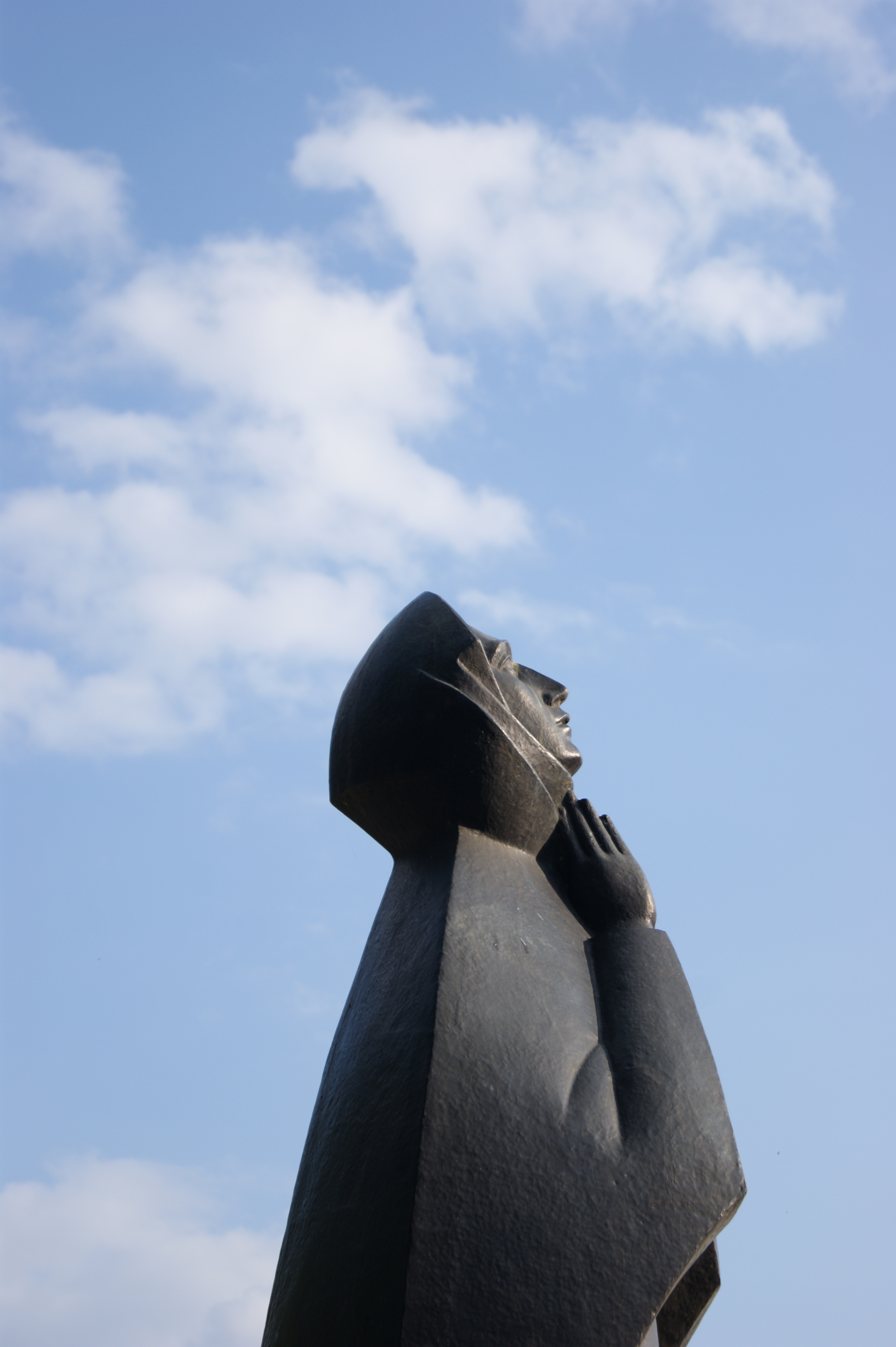
Пам'ятник воїнам-інтернаціоналістам
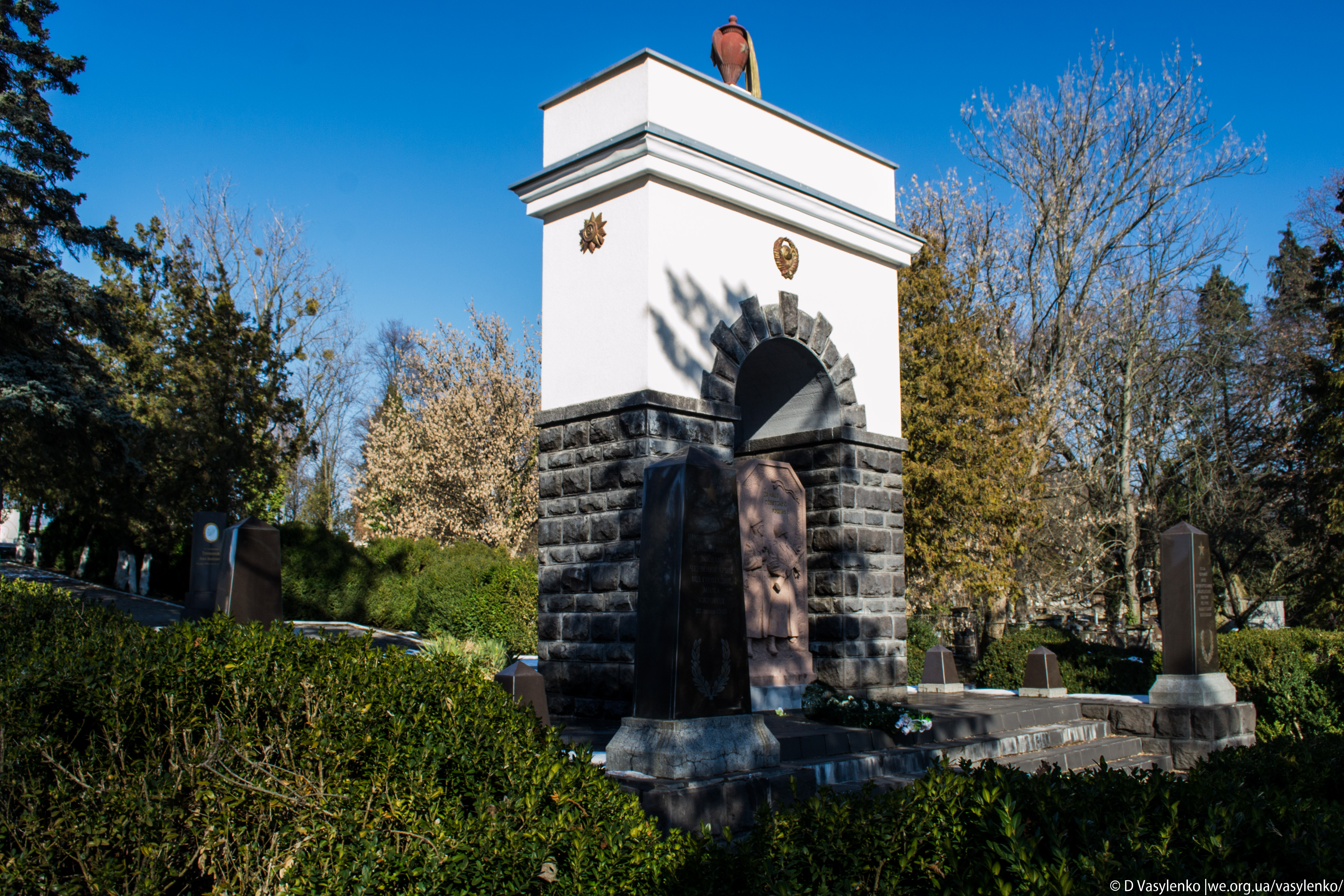
Меморіальний комплекс «Пагорб Слави» — військове кладовище

### Пам'ятні дошки
У місті встановлені десятки пам'ятних (меморіальних та анотаційних) дошок. Більшість із них у період Незалежності.

### Мініскульптури
Детальніші відомості з цієї теми у статті Пам'ятники Ужгорода
З 2010 року в Ужгороді з'явилась майже сотня міні-скульптур, пам'ятників розміром з людську долоню скульпторів Романа Мурника, Василя Криванича, Степана Руснака, Михайла Колодка. Більшість із них зосереджена в центральній частині міста, вздовж набережних, обабіч річки Уж. Кожна скульптура стосується історії Закарпаття, і є міні-портретами цікавих, історичних постатей, персонажів чи міфічних героїв. Для туристів було розроблено спеціальний маршрут на пошук і огляд всіх міні-скульптур із використанням путівника, маршрут займе 3,5 години.

## Спорт

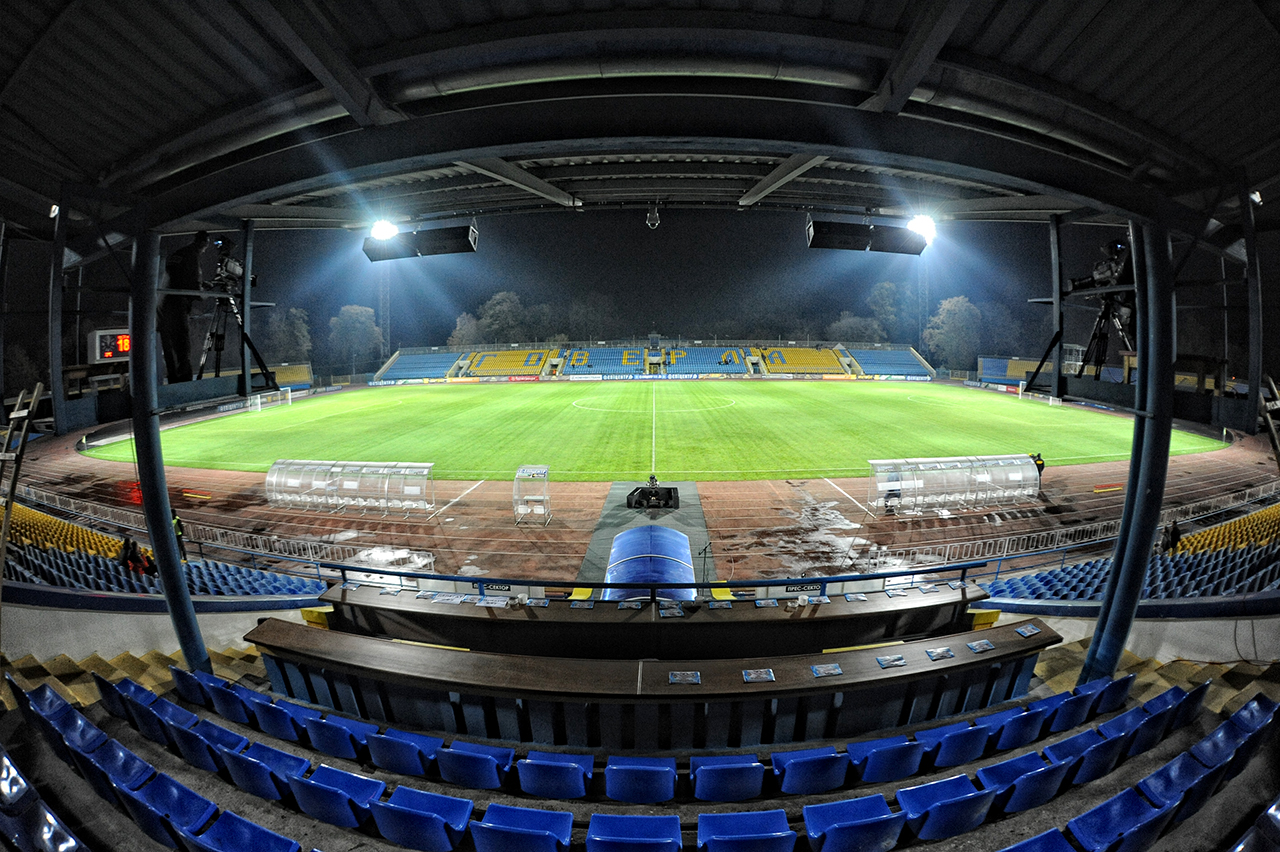
Стадіон «Аванга́рд»

15 серпня 1925 року в ужгородському клубі «Гніздо» патріоти-ентузіасти обрали комісію у складі трьох чоловік — Августина Лавришина, Сергія Єфремова та Теодора Ортутая, які проголосили створення нового спортивного клубу «Русь» (Ужгород). Через 11 років свого існування «Русь» домоглася свого найбільшого успіху. Вдруге ужгородці стають переможцями східнословацько-підкарпатської дивізії 1935—1936 років. «Русь» виборола перше місце у своїй групі, і отримала право брати участь у майбутніх фінальних іграх Словаччини. За 20-річну свою історію (1925—1945) «Русь» зіграла понад 36 міжнародних ігор, з яких 21 — з угорськими, 7 — румунськими, 5 — польськими і 3 — чехословацькими клубами. У січні 1946 року була створена команда «Спартак» (Ужгород). У 1954 році постановою Головного управління у справах фізкультури і спорту «Спартак» (Ужгород) був включений у клас «Б» як чемпіон України. З цього моменту ужгородці незмінно виступали серед команд майстрів. 14 липня 2011 року клуб змінив назву на «Говерла-Закарпаття». У сезонах 2013/14 і 2014/15 команда двічі займала 12 місце і без проблем зберігала місце в еліті. 

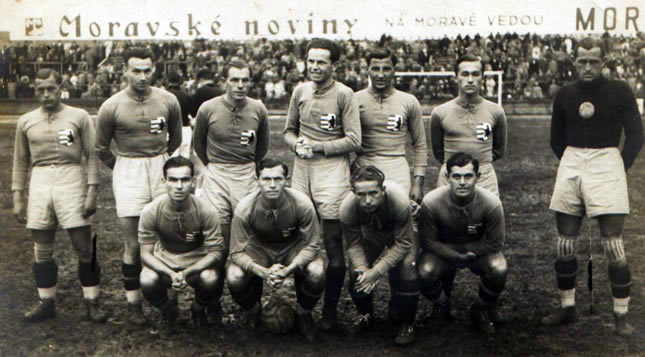
СК «Русь» (Ужгород) за часи виступів у чемпіонатах Чехословаччини

В Ужгороді народився український радянський футболіст і тренер угорського походження Йожеф Сабо.
Домашньою ареною ФК «Говерла» є стадіон «Аванга́рд»
Модернізується ужгородський спорткомплекс «Юність», де проводять ігри чемпіонату країни гандболістки, волейболісти, баскетболісти обласного центру. В Ужгороді проводяться найстаріші легкоатлетичні змагання в Україні — міжнародний Кубок «Дружба».
Ще 1918 року в Ужгороді було створено спортивне товариство, а в радянські часи в області функціонувало чимало гірськолижних баз. Настільний теніс по-справжньому масовим видом спорту став у 40—50-х роках. Тоді центрами «пінг-понгу» були Берегове, Ужгород та Мукачеве. Ужгородець Й. Гагер у 50-х роках неодноразово входив до складу збірної команди СРСР з фехтування. Іван Скрябін створив чудову волейбольну команду в Ужгородському університеті (УжНУ).
У 2015 р. була створена команда ФК «Минай». У 2015 р. команда грала в чемпіонаті міста. У 2016 р. команда зіграла в чемпіонаті області. У 2017 р.команда зіграла в чемпіонаті аматорів України. У 2018 р. команда піднялася до Другої ліги України, де здобула чемпіонство і потрапила до Першої ліги України. У 2019 р. команда зіграла в Першій лізі України, де здобула чемпіонство та вийшла до Прем'єр-ліги України. У 2020 р. команда почала виступати в Прем'єр-лізі України.
Домашньою ареною ФК «Минай» є стадіон «Минай Арена»
Зараз команда виступає на стадіон «Аванга́рд»

## Туризм
В Ужгороді функціонує туристичний сімейний веломаршрут -"Шлях Другетів": 11 квітня на честь 720-ої річниці (1301 рік) приходу династії Другетів до Угорщини в Ужгороді було відкрито перший тематичний вело-пішохідний маршрут «Шлях Другетів». Маршрут: старт вул.Українська - вул. Дєньдєші - вул. Горянська - фініш Горянська ротонда. 

## Міжнародні відносини

### Поріднені міста
Ужгород поріднився з 22 містами:
| - Ньїредьгаза, Угорщина - Пула, Хорватія - Корвалліс, Орегон, США - Дармштадт, Німеччина - Ярослав, Польща - Їглава, Чехія - Сомбатгей, Угорщина - Кошиці, Словаччина - Михайлівці, Словаччина - Чеська Липа, Чехія | - Бекешчаба, Угорщина - Горсенс, Данія - Каяані, Фінляндія - Вільнюс, Литва - Коросно, Польща - Ульцинь, Чорногорія - Трогір, Хорватія - Шарошпатак, Угорщина - Гуменне, Словаччина - Дебрецен, Угорщина |

### Консульські відділи
У місті є Генеральні консульства Угорщини, Словаччини та Демократичної Республіки Конго

## Особистості

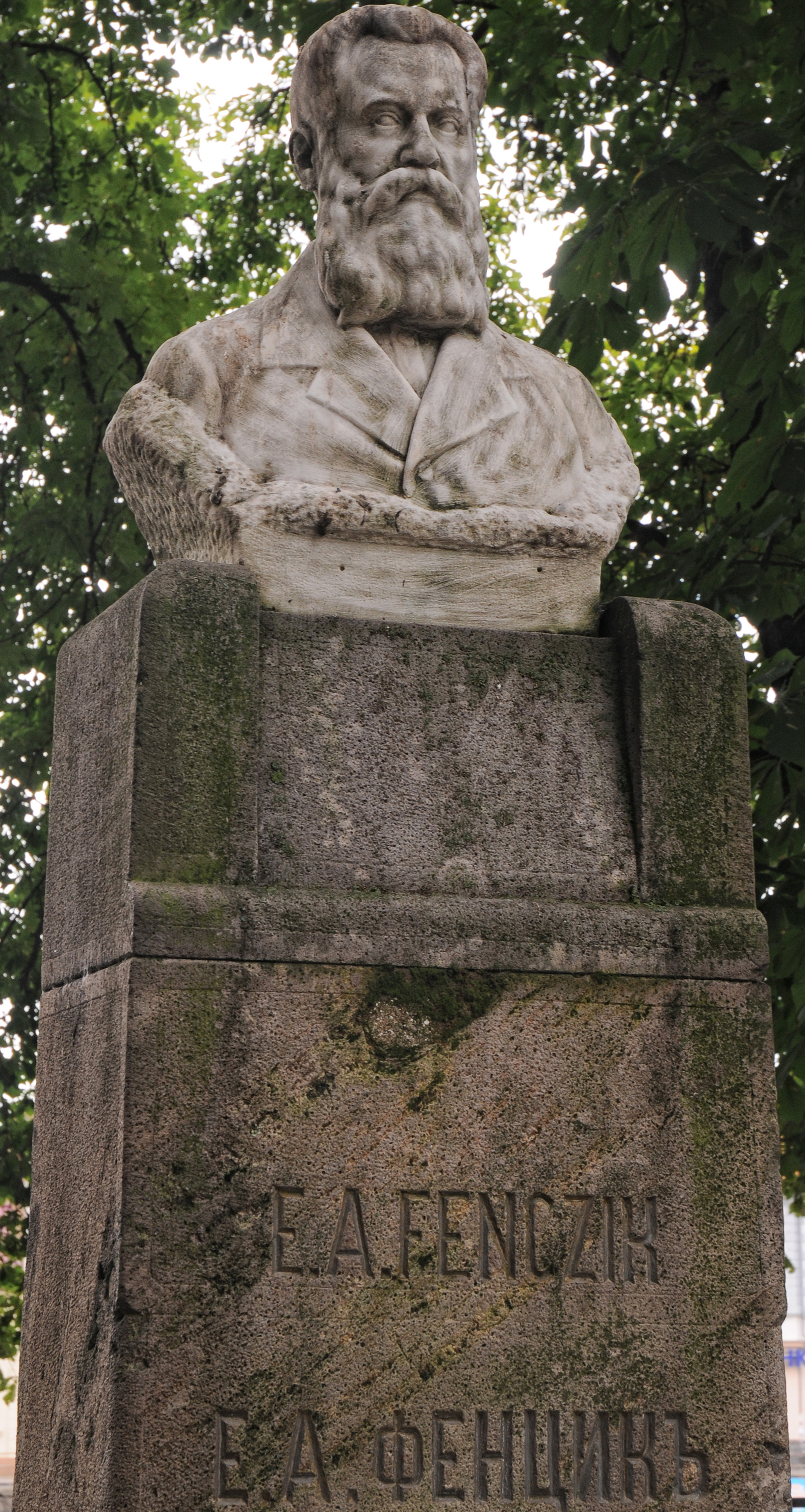
Погруддя Євгенові Фенцику

Художники та митці:
- Марк Ведреш  (Weinberger Majer) (Ужгород, 13 вересня 1870 — Будапешт, 12 серпня 1961 року) — угорський скульптор. Його стиль — метаморфоза кубізму та неокласицизму.
- Надія Пономаренко — українська художниця-графік, живописець.
- Андрій Коцка (1911—1987) — український живописець. Один із засновників закарпатської організації Спілки художників України, Заслужений діяч мистецтв УРСР, Народний художник УРСР.
- Адальберт Ерделі — художник.
- Федір Манайло — художник.
- Ганна Микгович (Попсабова, 1946—2000) — українська майстриня художньої кераміки, живописець, графік.
- Йосип Бокшай — художник.
- Віктор Мигович — український художник-монументаліст, кераміст, живописець
- Михайло Колодко — скульптор.
- Іван Мигович — український живописець, графік.
- Людовит Ельшлеґер — угорсько-німецький архітектор, спроєктував 4 модерністські будівлі в місті.

Літератори:
- Деякий час у місті проживали: російська есерка Катерина Брешко-Брешковська та перша виконавиця ролі Незнайомки у драмі О. Блока «Незнайомка» Лідія Панкратова (Ільяшенко).
- Оксана Луцишина (нар. 1974) — українська поетеса, член Національної спілки письменників України.
- Антон Копинець — письменник і журналіст.
- Фелікс Кривін — письменник і педагог.

Музика:
- Сергій Барвік-Карпатський — музикант-акордеоніст, педагог, композитор.
- Хореографи: Клара Балог, Михайло Сусліков, Олександр Хижун.
- Золтан Жоффчак — Народний вчитель України, почесний громадянин міста Ужгорода.
- Золтан Баконій — Заслужений вчитель України.
- Михайло Коппельман — скрипаль, народний артист України

Театр:
- Режисери театру: Ярослав Геляс, Анатолій Філіппов, Андрій Ратмиров, Віталій Авраменко
- Художники театру: Емма Зайцева
- Актори: Людмила Іванова

Кіноматограф: Кіноматограф:
Стівен Герей — американський кіноактор
Євген Яновіч  — актор, режисер, кінорежисер, сценарист.
Антоніо Лукіч— український кіно- і телережисер та сценарист.

Погруддя Томашу Масарику

Науковці:
- Іштван Лаудон — ужгородський педагог і натураліст
- Іван Орлай (1771—1829).
- Петро Лодій (1764—1829)
- Василь Кукольник (1765—1821)
- Михайло Балудянський (1769—1847).
- Карой Месарош — угорський історик, автор історії Ужгорода та розвідок про місцеву україномовну громаду («русинів»).
- Міхай Фінцицький (1842—1916) — адвокат, літератор- перекладач, збирач народних пісень і казок, багаторічний мер Унгвару.
- Василь Русин (нар. 1949) — український хірург, професор, доктор медичних наук, заслужений лікар України.
- Юрій Сак (1917—1998) — український вчений, доктор філологічних наук, професор, знавець класичних мов
- Олександр Фединець — професор.

Військові:
- Роман Гапак (2002—2024) — український військовослужбовець, учасник російсько-української війни, повний кавалер ордена «За мужність».
- Руслан Лабанич (25.07.1978 — 15.10.2022) — учасник російсько-української війни[36].
- Єгор Паршин (10.02.1974 — 25.10.2022) — учасник російсько-української війни, загинув біля населеного пункту Нова Кам'янка на Херсонщині[37].
- Олег Губаль — учасник російсько-української війни[38].
- Михайло Рущак (15.08.1995 — 13.12.2022) — учасник російсько-української війни[39].
- Василь Міовканич — учасник російсько-української війни[40].
- Сергій Митропольський (1984 — 08.03.2023) — учасник російсько-української війни (загинув на Запорізькому напрямку)[41].
- Юрій Біровчак (1969—2015) — старший солдат ЗСУ, учасник російсько-української війни, почесний громадянин Ужгорода.
- Леонід Дербак (1973—2023) — старший сержант Збройних Сил України, учасник російсько-української війни, почесний громадянин Ужгорода.[42]

Спорт:
- Андраш Боднар (нар. Ужгород, 9 квітня 1942 року) — олімпійський чемпіон, чемпіон світу та Європи з водного поло, плавець, спортивний менеджер, лікар.
- Йожеф Сабо — відомий футболіст та тренер. Тричі ставав чемпіоном СРСР у складі футбольного клубу «Динамо (Київ)» як гравець. Як тренер вигравав чемпіонат України чотири рази разом із ФК «Динамо (Київ)». Виступав також за футбольну збірну СРСР, тренував збірну України з футболу.
- Вікторія Титова (нар. 1971) — українська фехтувальниця, майстер спорту України міжнародного класу.

Політики, службовці, дипломати
- Микола Мандзюк — український політичний діяч, депутат Сойму Карпатської України.
- Августин Волошин — прем'єр-міністр автономного уряду Карпатської України, а у 1939 році став президентом цієї держави, Герой України (посмертно).
- Роберт Бровді (нар. 1975) — український бізнесмен, військовик, політик та колекціонер.
- Віктор (Бедь) — архієрей ПЦУ, народний депутат України 1-го скликання.
- Ален Панов — дипломат, юрист, науковець.
- Сергій Устич — політик, дипломат, науковець.
- Владика Мілан (Шашік) — єпископ, дипломат